# Лев
Лев (лат. Panthera leo) — вид хищных млекопитающих, один из пяти представителей рода пантер (Panthera), относящегося к подсемейству больших кошек в составе семейства кошачьих. Наряду с тигром — самая крупная из ныне живущих кошек, масса некоторых самцов может достигать 250 кг. Трудно сказать достоверно, кто массивнее: крупнейшие подвиды льва или крупнейшие подвиды тигра. Связано это с тем, что известные очень большие массы амурских тигров в большинстве своём признаны недостаточно достоверными. Достаточными данными о размерах и массе представителей крупнейших подвидов льва (например, берберийском) наука не располагает. Что касается живущих в неволе животных, они часто являют собой смешение разных подвидов. Существует мнение, что львы в неволе несколько превышают тигров в размерах и массе.

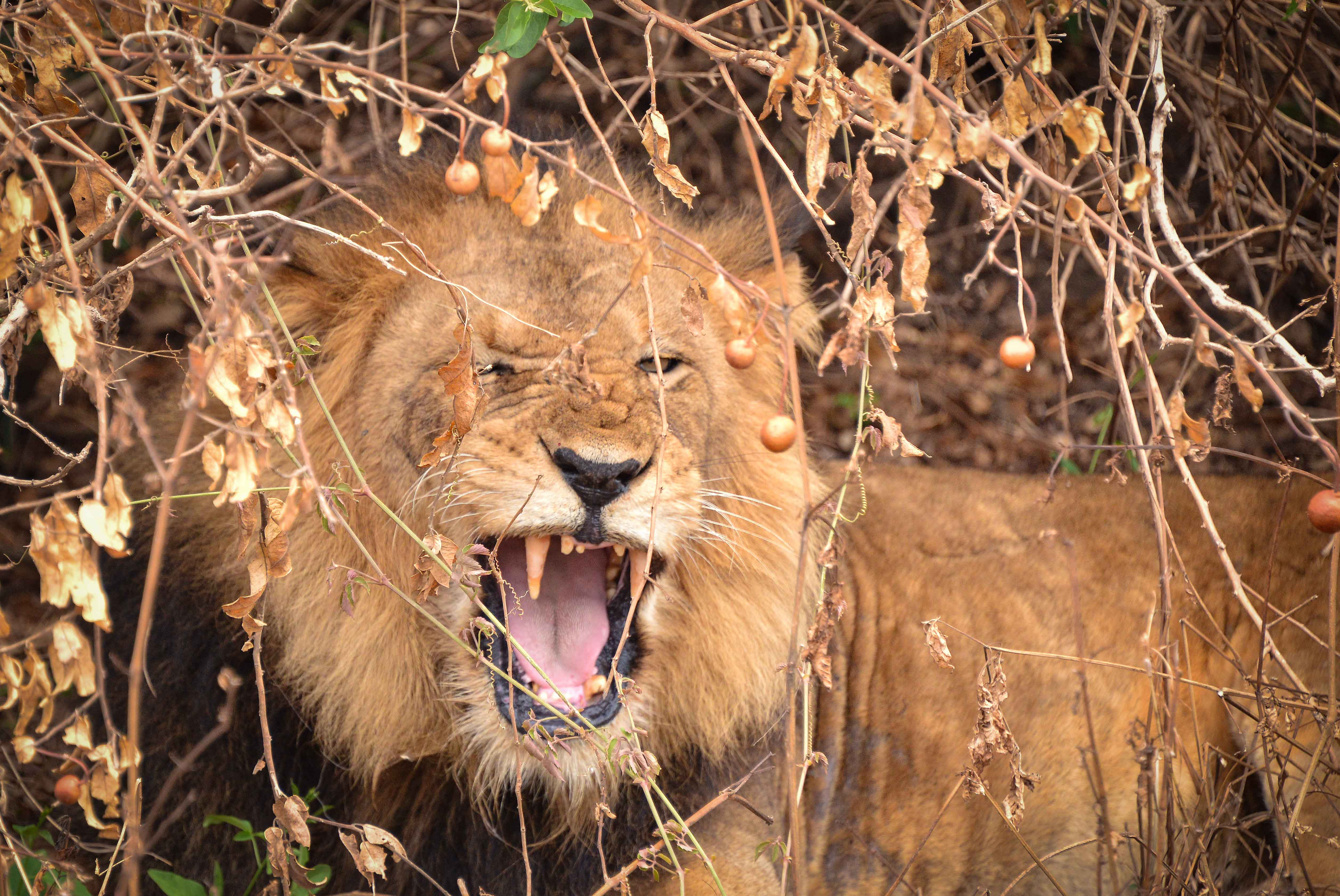
Обеспокоенный лев

Исторический ареал льва был значительно шире современного: ещё в Раннем Средневековье лев встречался на всей территории Африки, кроме пустынь и тропических лесов, также его можно было увидеть на Ближнем Востоке, Иране и даже в ряде мест южной Европы (к примеру, он обитал на части территории современного юга России, поднимаясь примерно до 45-й северной параллели). В Северной и Северо-Западной Индии лев был обычным хищником. Однако преследование со стороны человека и разрушение среды обитания привели к тому, что в Африке лев сохранился только к югу от Сахары, его ареал в настоящее время сильно сократился. В Азии небольшая популяция львов существует в национальном парке Гирский лес (в индийском штате Гуджарат), которая по мтДНК относится к подвиду Panthera leo leo (гаплогруппа B), а не к Panthera leo persica.
До позднего плейстоцена, около 10 000 лет назад, львы были наиболее широко распространёнными крупными млекопитающими на Земле после человека. Их ископаемые остатки найдены в большей части Африки, на территории Евразии от Западной Европы до Индии и в Северной Америке от Юкона до Перу. Известный по наскальным росписям европейский пещерный лев был, по-видимому, подвидом современного льва.
Внешний вид льва очень своеобразен. Это один из немногих хищников с ярко выраженным половым диморфизмом. Самцы не только значительно крупнее самок, но и обладают гривой, которая у некоторых подвидов достигает большого развития и покрывает плечи, часть спины и грудь. Окраска льва жёлто-серая с различными оттенками, грива часто того же цвета, что и шкура, но бывает тёмная, даже чёрная. Подвиды льва определяются в значительной степени по цвету гривы. За исключением гривы, шерсть на теле зверя короткая, лишь на конце хвоста есть кисточка длинных волос.
Львы населяют в основном травянистые саванны, но иногда могут перебираться в древесную саванну или сухой тропический лес. В отличие от других кошачьих, они живут не поодиночке, а в особых семейных группах — прайдах. Прайд обычно состоит из родственных самок, потомства и нескольких взрослых самцов. Самки охотятся вместе, в большинстве случаев на крупных копытных. Львы не охотятся на людей целенаправленно, но случаи людоедства наблюдаются очень часто. Львы — сверххищники, то есть занимают верхнее положение в пищевой цепи и могут поедаться только паразитами.
В природе львы живут от десяти до четырнадцати лет, в неволе могут жить дольше двадцати лет. Самцы, как правило, редко проживают больше десяти лет. Происходит это потому, что драки с другими львами сильно снижают продолжительность их жизни.

## Этимология
Название льва, созвучное во многих европейских языках, происходит от лат. leo и др.-греч. λέων, заимствованного из неизвестного источника. Первое научное описание льва появилось в работе Карла Линнея «Система природы». В исследовании автор обозначил хищника как «Felis leo». Научное название рода Panthera происходит от др.-греч. πάνθηρ — заимствования из какого-то восточного языка, ср. санскр. पुण्डरीकः (IAST: puṇḍárīkaḥ) «тигр».

## Систематика и эволюция
Лев относится к роду Panthera, к которому помимо него принадлежат тигр, ягуар и леопард. Данный вид изначально эволюционировал в Африке около 800 000 — 1 млн лет назад, после чего распространился по всей территории Голарктики. В Европе наиболее ранние ископаемые остатки этого хищника, чей возраст оценивается в 700 000 лет, были обнаружены в районе города Изерния в Италии и классифицированы как подвид Panthera leo fossilis. Около 300 000 лет назад по всей Европе и в Сибири обитал более крупный пещерный лев (Panthera leo spelaea). В верхнем плейстоцене, по перешейку, соединявшему Чукотку и Аляску, львы проникли на территорию Северной и Южной Америки, где позднее эволюционировали в подвид американский лев (Panthera leo atrox), который вымер в ходе последнего оледенения около 10 000 лет назад. Вторичным обстоятельством также может быть вымирание мегафауны плейстоцена.
|  | N. diardi   |
|  |             |
|  | N. nebulosa |
|  |             |

|                | †P. (?P.) crassidens                |
|                |                                     |
| P. (P.) pardus | \| \| P. (P.) p. pardus \| \| \| \| |
|                | \| \| P. (P.) p. pardus \| \| \| \| |
|                | P. (P.) p. pardus                   |
|                |                                     |

|  | P. (P.) p. pardus |
|  |                   |

|  | †P. (L.) l. spelaea      |
|  |                          |
|  | †P. (L.) l. atrox        |
|  |                          |
|  | P. (L.) l. leo           |
|  |                          |
|  | P. (L.) l. bleyenberghi  |
|  |                          |
|  | P. (L.) l. krugeri       |
|  |                          |
|  | P. (L.) l. massaicus     |
|  |                          |
|  | P. (L.) l. melanochaitus |
|  |                          |
|  | P. (L.) l. persica       |
|  |                          |
|  | P. (L.) l. senegalensis  |
|  |                          |

|  | †P. (T.) t. virgata |
|  |                     |
|  | P. (T.) t. tigris   |
|  |                     |

|  | †P. (L.) l. spelaea      |
|  |                          |
|  | †P. (L.) l. atrox        |
|  |                          |
|  | P. (L.) l. leo           |
|  |                          |
|  | P. (L.) l. bleyenberghi  |
|  |                          |
|  | P. (L.) l. krugeri       |
|  |                          |
|  | P. (L.) l. massaicus     |
|  |                          |
|  | P. (L.) l. melanochaitus |
|  |                          |
|  | P. (L.) l. persica       |
|  |                          |
|  | P. (L.) l. senegalensis  |
|  |                          |

|  | †P. (T.) t. virgata |
|  |                     |
|  | P. (T.) t. tigris   |
|  |                     |

|                | †P. (?P.) crassidens                |
|                |                                     |
| P. (P.) pardus | \| \| P. (P.) p. pardus \| \| \| \| |
|                | \| \| P. (P.) p. pardus \| \| \| \| |
|                | P. (P.) p. pardus                   |
|                |                                     |

|  | P. (P.) p. pardus |
|  |                   |

|  | †P. (L.) l. spelaea      |
|  |                          |
|  | †P. (L.) l. atrox        |
|  |                          |
|  | P. (L.) l. leo           |
|  |                          |
|  | P. (L.) l. bleyenberghi  |
|  |                          |
|  | P. (L.) l. krugeri       |
|  |                          |
|  | P. (L.) l. massaicus     |
|  |                          |
|  | P. (L.) l. melanochaitus |
|  |                          |
|  | P. (L.) l. persica       |
|  |                          |
|  | P. (L.) l. senegalensis  |
|  |                          |

|  | †P. (T.) t. virgata |
|  |                     |
|  | P. (T.) t. tigris   |
|  |                     |

|  | †P. (L.) l. spelaea      |
|  |                          |
|  | †P. (L.) l. atrox        |
|  |                          |
|  | P. (L.) l. leo           |
|  |                          |
|  | P. (L.) l. bleyenberghi  |
|  |                          |
|  | P. (L.) l. krugeri       |
|  |                          |
|  | P. (L.) l. massaicus     |
|  |                          |
|  | P. (L.) l. melanochaitus |
|  |                          |
|  | P. (L.) l. persica       |
|  |                          |
|  | P. (L.) l. senegalensis  |
|  |                          |

|  | †P. (T.) t. virgata |
|  |                     |
|  | P. (T.) t. tigris   |
|  |                     |

|                | †P. (?P.) crassidens                |
|                |                                     |
| P. (P.) pardus | \| \| P. (P.) p. pardus \| \| \| \| |
|                | \| \| P. (P.) p. pardus \| \| \| \| |
|                | P. (P.) p. pardus                   |
|                |                                     |

|  | P. (P.) p. pardus |
|  |                   |

|  | †P. (L.) l. spelaea      |
|  |                          |
|  | †P. (L.) l. atrox        |
|  |                          |
|  | P. (L.) l. leo           |
|  |                          |
|  | P. (L.) l. bleyenberghi  |
|  |                          |
|  | P. (L.) l. krugeri       |
|  |                          |
|  | P. (L.) l. massaicus     |
|  |                          |
|  | P. (L.) l. melanochaitus |
|  |                          |
|  | P. (L.) l. persica       |
|  |                          |
|  | P. (L.) l. senegalensis  |
|  |                          |

|  | †P. (T.) t. virgata |
|  |                     |
|  | P. (T.) t. tigris   |
|  |                     |

|  | †P. (L.) l. spelaea      |
|  |                          |
|  | †P. (L.) l. atrox        |
|  |                          |
|  | P. (L.) l. leo           |
|  |                          |
|  | P. (L.) l. bleyenberghi  |
|  |                          |
|  | P. (L.) l. krugeri       |
|  |                          |
|  | P. (L.) l. massaicus     |
|  |                          |
|  | P. (L.) l. melanochaitus |
|  |                          |
|  | P. (L.) l. persica       |
|  |                          |
|  | P. (L.) l. senegalensis  |
|  |                          |

|  | †P. (T.) t. virgata |
|  |                     |
|  | P. (T.) t. tigris   |
|  |                     |

|                | †P. (?P.) crassidens                |
|                |                                     |
| P. (P.) pardus | \| \| P. (P.) p. pardus \| \| \| \| |
|                | \| \| P. (P.) p. pardus \| \| \| \| |
|                | P. (P.) p. pardus                   |
|                |                                     |

|  | P. (P.) p. pardus |
|  |                   |

|  | †P. (L.) l. spelaea      |
|  |                          |
|  | †P. (L.) l. atrox        |
|  |                          |
|  | P. (L.) l. leo           |
|  |                          |
|  | P. (L.) l. bleyenberghi  |
|  |                          |
|  | P. (L.) l. krugeri       |
|  |                          |
|  | P. (L.) l. massaicus     |
|  |                          |
|  | P. (L.) l. melanochaitus |
|  |                          |
|  | P. (L.) l. persica       |
|  |                          |
|  | P. (L.) l. senegalensis  |
|  |                          |

|  | †P. (T.) t. virgata |
|  |                     |
|  | P. (T.) t. tigris   |
|  |                     |

|  | †P. (L.) l. spelaea      |
|  |                          |
|  | †P. (L.) l. atrox        |
|  |                          |
|  | P. (L.) l. leo           |
|  |                          |
|  | P. (L.) l. bleyenberghi  |
|  |                          |
|  | P. (L.) l. krugeri       |
|  |                          |
|  | P. (L.) l. massaicus     |
|  |                          |
|  | P. (L.) l. melanochaitus |
|  |                          |
|  | P. (L.) l. persica       |
|  |                          |
|  | P. (L.) l. senegalensis  |
|  |                          |

|  | †P. (T.) t. virgata |
|  |                     |
|  | P. (T.) t. tigris   |
|  |                     |

|  | N. diardi   |
|  |             |
|  | N. nebulosa |
|  |             |

|                | †P. (?P.) crassidens                |
|                |                                     |
| P. (P.) pardus | \| \| P. (P.) p. pardus \| \| \| \| |
|                | \| \| P. (P.) p. pardus \| \| \| \| |
|                | P. (P.) p. pardus                   |
|                |                                     |

|  | P. (P.) p. pardus |
|  |                   |

|  | †P. (L.) l. spelaea      |
|  |                          |
|  | †P. (L.) l. atrox        |
|  |                          |
|  | P. (L.) l. leo           |
|  |                          |
|  | P. (L.) l. bleyenberghi  |
|  |                          |
|  | P. (L.) l. krugeri       |
|  |                          |
|  | P. (L.) l. massaicus     |
|  |                          |
|  | P. (L.) l. melanochaitus |
|  |                          |
|  | P. (L.) l. persica       |
|  |                          |
|  | P. (L.) l. senegalensis  |
|  |                          |

|  | †P. (T.) t. virgata |
|  |                     |
|  | P. (T.) t. tigris   |
|  |                     |

|  | †P. (L.) l. spelaea      |
|  |                          |
|  | †P. (L.) l. atrox        |
|  |                          |
|  | P. (L.) l. leo           |
|  |                          |
|  | P. (L.) l. bleyenberghi  |
|  |                          |
|  | P. (L.) l. krugeri       |
|  |                          |
|  | P. (L.) l. massaicus     |
|  |                          |
|  | P. (L.) l. melanochaitus |
|  |                          |
|  | P. (L.) l. persica       |
|  |                          |
|  | P. (L.) l. senegalensis  |
|  |                          |

|  | †P. (T.) t. virgata |
|  |                     |
|  | P. (T.) t. tigris   |
|  |                     |

|                | †P. (?P.) crassidens                |
|                |                                     |
| P. (P.) pardus | \| \| P. (P.) p. pardus \| \| \| \| |
|                | \| \| P. (P.) p. pardus \| \| \| \| |
|                | P. (P.) p. pardus                   |
|                |                                     |

|  | P. (P.) p. pardus |
|  |                   |

|  | †P. (L.) l. spelaea      |
|  |                          |
|  | †P. (L.) l. atrox        |
|  |                          |
|  | P. (L.) l. leo           |
|  |                          |
|  | P. (L.) l. bleyenberghi  |
|  |                          |
|  | P. (L.) l. krugeri       |
|  |                          |
|  | P. (L.) l. massaicus     |
|  |                          |
|  | P. (L.) l. melanochaitus |
|  |                          |
|  | P. (L.) l. persica       |
|  |                          |
|  | P. (L.) l. senegalensis  |
|  |                          |

|  | †P. (T.) t. virgata |
|  |                     |
|  | P. (T.) t. tigris   |
|  |                     |

|  | †P. (L.) l. spelaea      |
|  |                          |
|  | †P. (L.) l. atrox        |
|  |                          |
|  | P. (L.) l. leo           |
|  |                          |
|  | P. (L.) l. bleyenberghi  |
|  |                          |
|  | P. (L.) l. krugeri       |
|  |                          |
|  | P. (L.) l. massaicus     |
|  |                          |
|  | P. (L.) l. melanochaitus |
|  |                          |
|  | P. (L.) l. persica       |
|  |                          |
|  | P. (L.) l. senegalensis  |
|  |                          |

|  | †P. (T.) t. virgata |
|  |                     |
|  | P. (T.) t. tigris   |
|  |                     |

|                | †P. (?P.) crassidens                |
|                |                                     |
| P. (P.) pardus | \| \| P. (P.) p. pardus \| \| \| \| |
|                | \| \| P. (P.) p. pardus \| \| \| \| |
|                | P. (P.) p. pardus                   |
|                |                                     |

|  | P. (P.) p. pardus |
|  |                   |

|  | †P. (L.) l. spelaea      |
|  |                          |
|  | †P. (L.) l. atrox        |
|  |                          |
|  | P. (L.) l. leo           |
|  |                          |
|  | P. (L.) l. bleyenberghi  |
|  |                          |
|  | P. (L.) l. krugeri       |
|  |                          |
|  | P. (L.) l. massaicus     |
|  |                          |
|  | P. (L.) l. melanochaitus |
|  |                          |
|  | P. (L.) l. persica       |
|  |                          |
|  | P. (L.) l. senegalensis  |
|  |                          |

|  | †P. (T.) t. virgata |
|  |                     |
|  | P. (T.) t. tigris   |
|  |                     |

|  | †P. (L.) l. spelaea      |
|  |                          |
|  | †P. (L.) l. atrox        |
|  |                          |
|  | P. (L.) l. leo           |
|  |                          |
|  | P. (L.) l. bleyenberghi  |
|  |                          |
|  | P. (L.) l. krugeri       |
|  |                          |
|  | P. (L.) l. massaicus     |
|  |                          |
|  | P. (L.) l. melanochaitus |
|  |                          |
|  | P. (L.) l. persica       |
|  |                          |
|  | P. (L.) l. senegalensis  |
|  |                          |

|  | †P. (T.) t. virgata |
|  |                     |
|  | P. (T.) t. tigris   |
|  |                     |

|                | †P. (?P.) crassidens                |
|                |                                     |
| P. (P.) pardus | \| \| P. (P.) p. pardus \| \| \| \| |
|                | \| \| P. (P.) p. pardus \| \| \| \| |
|                | P. (P.) p. pardus                   |
|                |                                     |

|  | P. (P.) p. pardus |
|  |                   |

|  | †P. (L.) l. spelaea      |
|  |                          |
|  | †P. (L.) l. atrox        |
|  |                          |
|  | P. (L.) l. leo           |
|  |                          |
|  | P. (L.) l. bleyenberghi  |
|  |                          |
|  | P. (L.) l. krugeri       |
|  |                          |
|  | P. (L.) l. massaicus     |
|  |                          |
|  | P. (L.) l. melanochaitus |
|  |                          |
|  | P. (L.) l. persica       |
|  |                          |
|  | P. (L.) l. senegalensis  |
|  |                          |

|  | †P. (T.) t. virgata |
|  |                     |
|  | P. (T.) t. tigris   |
|  |                     |

|  | †P. (L.) l. spelaea      |
|  |                          |
|  | †P. (L.) l. atrox        |
|  |                          |
|  | P. (L.) l. leo           |
|  |                          |
|  | P. (L.) l. bleyenberghi  |
|  |                          |
|  | P. (L.) l. krugeri       |
|  |                          |
|  | P. (L.) l. massaicus     |
|  |                          |
|  | P. (L.) l. melanochaitus |
|  |                          |
|  | P. (L.) l. persica       |
|  |                          |
|  | P. (L.) l. senegalensis  |
|  |                          |

|  | †P. (T.) t. virgata |
|  |                     |
|  | P. (T.) t. tigris   |
|  |                     |

|  | N. diardi   |
|  |             |
|  | N. nebulosa |
|  |             |

|                | †P. (?P.) crassidens                |
|                |                                     |
| P. (P.) pardus | \| \| P. (P.) p. pardus \| \| \| \| |
|                | \| \| P. (P.) p. pardus \| \| \| \| |
|                | P. (P.) p. pardus                   |
|                |                                     |

|  | P. (P.) p. pardus |
|  |                   |

|  | †P. (L.) l. spelaea      |
|  |                          |
|  | †P. (L.) l. atrox        |
|  |                          |
|  | P. (L.) l. leo           |
|  |                          |
|  | P. (L.) l. bleyenberghi  |
|  |                          |
|  | P. (L.) l. krugeri       |
|  |                          |
|  | P. (L.) l. massaicus     |
|  |                          |
|  | P. (L.) l. melanochaitus |
|  |                          |
|  | P. (L.) l. persica       |
|  |                          |
|  | P. (L.) l. senegalensis  |
|  |                          |

|  | †P. (T.) t. virgata |
|  |                     |
|  | P. (T.) t. tigris   |
|  |                     |

|  | †P. (L.) l. spelaea      |
|  |                          |
|  | †P. (L.) l. atrox        |
|  |                          |
|  | P. (L.) l. leo           |
|  |                          |
|  | P. (L.) l. bleyenberghi  |
|  |                          |
|  | P. (L.) l. krugeri       |
|  |                          |
|  | P. (L.) l. massaicus     |
|  |                          |
|  | P. (L.) l. melanochaitus |
|  |                          |
|  | P. (L.) l. persica       |
|  |                          |
|  | P. (L.) l. senegalensis  |
|  |                          |

|  | †P. (T.) t. virgata |
|  |                     |
|  | P. (T.) t. tigris   |
|  |                     |

|                | †P. (?P.) crassidens                |
|                |                                     |
| P. (P.) pardus | \| \| P. (P.) p. pardus \| \| \| \| |
|                | \| \| P. (P.) p. pardus \| \| \| \| |
|                | P. (P.) p. pardus                   |
|                |                                     |

|  | P. (P.) p. pardus |
|  |                   |

|  | †P. (L.) l. spelaea      |
|  |                          |
|  | †P. (L.) l. atrox        |
|  |                          |
|  | P. (L.) l. leo           |
|  |                          |
|  | P. (L.) l. bleyenberghi  |
|  |                          |
|  | P. (L.) l. krugeri       |
|  |                          |
|  | P. (L.) l. massaicus     |
|  |                          |
|  | P. (L.) l. melanochaitus |
|  |                          |
|  | P. (L.) l. persica       |
|  |                          |
|  | P. (L.) l. senegalensis  |
|  |                          |

|  | †P. (T.) t. virgata |
|  |                     |
|  | P. (T.) t. tigris   |
|  |                     |

|  | †P. (L.) l. spelaea      |
|  |                          |
|  | †P. (L.) l. atrox        |
|  |                          |
|  | P. (L.) l. leo           |
|  |                          |
|  | P. (L.) l. bleyenberghi  |
|  |                          |
|  | P. (L.) l. krugeri       |
|  |                          |
|  | P. (L.) l. massaicus     |
|  |                          |
|  | P. (L.) l. melanochaitus |
|  |                          |
|  | P. (L.) l. persica       |
|  |                          |
|  | P. (L.) l. senegalensis  |
|  |                          |

|  | †P. (T.) t. virgata |
|  |                     |
|  | P. (T.) t. tigris   |
|  |                     |

|                | †P. (?P.) crassidens                |
|                |                                     |
| P. (P.) pardus | \| \| P. (P.) p. pardus \| \| \| \| |
|                | \| \| P. (P.) p. pardus \| \| \| \| |
|                | P. (P.) p. pardus                   |
|                |                                     |

|  | P. (P.) p. pardus |
|  |                   |

|  | †P. (L.) l. spelaea      |
|  |                          |
|  | †P. (L.) l. atrox        |
|  |                          |
|  | P. (L.) l. leo           |
|  |                          |
|  | P. (L.) l. bleyenberghi  |
|  |                          |
|  | P. (L.) l. krugeri       |
|  |                          |
|  | P. (L.) l. massaicus     |
|  |                          |
|  | P. (L.) l. melanochaitus |
|  |                          |
|  | P. (L.) l. persica       |
|  |                          |
|  | P. (L.) l. senegalensis  |
|  |                          |

|  | †P. (T.) t. virgata |
|  |                     |
|  | P. (T.) t. tigris   |
|  |                     |

|  | †P. (L.) l. spelaea      |
|  |                          |
|  | †P. (L.) l. atrox        |
|  |                          |
|  | P. (L.) l. leo           |
|  |                          |
|  | P. (L.) l. bleyenberghi  |
|  |                          |
|  | P. (L.) l. krugeri       |
|  |                          |
|  | P. (L.) l. massaicus     |
|  |                          |
|  | P. (L.) l. melanochaitus |
|  |                          |
|  | P. (L.) l. persica       |
|  |                          |
|  | P. (L.) l. senegalensis  |
|  |                          |

|  | †P. (T.) t. virgata |
|  |                     |
|  | P. (T.) t. tigris   |
|  |                     |

|                | †P. (?P.) crassidens                |
|                |                                     |
| P. (P.) pardus | \| \| P. (P.) p. pardus \| \| \| \| |
|                | \| \| P. (P.) p. pardus \| \| \| \| |
|                | P. (P.) p. pardus                   |
|                |                                     |

|  | P. (P.) p. pardus |
|  |                   |

|  | †P. (L.) l. spelaea      |
|  |                          |
|  | †P. (L.) l. atrox        |
|  |                          |
|  | P. (L.) l. leo           |
|  |                          |
|  | P. (L.) l. bleyenberghi  |
|  |                          |
|  | P. (L.) l. krugeri       |
|  |                          |
|  | P. (L.) l. massaicus     |
|  |                          |
|  | P. (L.) l. melanochaitus |
|  |                          |
|  | P. (L.) l. persica       |
|  |                          |
|  | P. (L.) l. senegalensis  |
|  |                          |

|  | †P. (T.) t. virgata |
|  |                     |
|  | P. (T.) t. tigris   |
|  |                     |

|  | †P. (L.) l. spelaea      |
|  |                          |
|  | †P. (L.) l. atrox        |
|  |                          |
|  | P. (L.) l. leo           |
|  |                          |
|  | P. (L.) l. bleyenberghi  |
|  |                          |
|  | P. (L.) l. krugeri       |
|  |                          |
|  | P. (L.) l. massaicus     |
|  |                          |
|  | P. (L.) l. melanochaitus |
|  |                          |
|  | P. (L.) l. persica       |
|  |                          |
|  | P. (L.) l. senegalensis  |
|  |                          |

|  | †P. (T.) t. virgata |
|  |                     |
|  | P. (T.) t. tigris   |
|  |                     |

|  | N. diardi   |
|  |             |
|  | N. nebulosa |
|  |             |

|                | †P. (?P.) crassidens                |
|                |                                     |
| P. (P.) pardus | \| \| P. (P.) p. pardus \| \| \| \| |
|                | \| \| P. (P.) p. pardus \| \| \| \| |
|                | P. (P.) p. pardus                   |
|                |                                     |

|  | P. (P.) p. pardus |
|  |                   |

|  | †P. (L.) l. spelaea      |
|  |                          |
|  | †P. (L.) l. atrox        |
|  |                          |
|  | P. (L.) l. leo           |
|  |                          |
|  | P. (L.) l. bleyenberghi  |
|  |                          |
|  | P. (L.) l. krugeri       |
|  |                          |
|  | P. (L.) l. massaicus     |
|  |                          |
|  | P. (L.) l. melanochaitus |
|  |                          |
|  | P. (L.) l. persica       |
|  |                          |
|  | P. (L.) l. senegalensis  |
|  |                          |

|  | †P. (T.) t. virgata |
|  |                     |
|  | P. (T.) t. tigris   |
|  |                     |

|  | †P. (L.) l. spelaea      |
|  |                          |
|  | †P. (L.) l. atrox        |
|  |                          |
|  | P. (L.) l. leo           |
|  |                          |
|  | P. (L.) l. bleyenberghi  |
|  |                          |
|  | P. (L.) l. krugeri       |
|  |                          |
|  | P. (L.) l. massaicus     |
|  |                          |
|  | P. (L.) l. melanochaitus |
|  |                          |
|  | P. (L.) l. persica       |
|  |                          |
|  | P. (L.) l. senegalensis  |
|  |                          |

|  | †P. (T.) t. virgata |
|  |                     |
|  | P. (T.) t. tigris   |
|  |                     |

|                | †P. (?P.) crassidens                |
|                |                                     |
| P. (P.) pardus | \| \| P. (P.) p. pardus \| \| \| \| |
|                | \| \| P. (P.) p. pardus \| \| \| \| |
|                | P. (P.) p. pardus                   |
|                |                                     |

|  | P. (P.) p. pardus |
|  |                   |

|  | †P. (L.) l. spelaea      |
|  |                          |
|  | †P. (L.) l. atrox        |
|  |                          |
|  | P. (L.) l. leo           |
|  |                          |
|  | P. (L.) l. bleyenberghi  |
|  |                          |
|  | P. (L.) l. krugeri       |
|  |                          |
|  | P. (L.) l. massaicus     |
|  |                          |
|  | P. (L.) l. melanochaitus |
|  |                          |
|  | P. (L.) l. persica       |
|  |                          |
|  | P. (L.) l. senegalensis  |
|  |                          |

|  | †P. (T.) t. virgata |
|  |                     |
|  | P. (T.) t. tigris   |
|  |                     |

|  | †P. (L.) l. spelaea      |
|  |                          |
|  | †P. (L.) l. atrox        |
|  |                          |
|  | P. (L.) l. leo           |
|  |                          |
|  | P. (L.) l. bleyenberghi  |
|  |                          |
|  | P. (L.) l. krugeri       |
|  |                          |
|  | P. (L.) l. massaicus     |
|  |                          |
|  | P. (L.) l. melanochaitus |
|  |                          |
|  | P. (L.) l. persica       |
|  |                          |
|  | P. (L.) l. senegalensis  |
|  |                          |

|  | †P. (T.) t. virgata |
|  |                     |
|  | P. (T.) t. tigris   |
|  |                     |

|                | †P. (?P.) crassidens                |
|                |                                     |
| P. (P.) pardus | \| \| P. (P.) p. pardus \| \| \| \| |
|                | \| \| P. (P.) p. pardus \| \| \| \| |
|                | P. (P.) p. pardus                   |
|                |                                     |

|  | P. (P.) p. pardus |
|  |                   |

|  | †P. (L.) l. spelaea      |
|  |                          |
|  | †P. (L.) l. atrox        |
|  |                          |
|  | P. (L.) l. leo           |
|  |                          |
|  | P. (L.) l. bleyenberghi  |
|  |                          |
|  | P. (L.) l. krugeri       |
|  |                          |
|  | P. (L.) l. massaicus     |
|  |                          |
|  | P. (L.) l. melanochaitus |
|  |                          |
|  | P. (L.) l. persica       |
|  |                          |
|  | P. (L.) l. senegalensis  |
|  |                          |

|  | †P. (T.) t. virgata |
|  |                     |
|  | P. (T.) t. tigris   |
|  |                     |

|  | †P. (L.) l. spelaea      |
|  |                          |
|  | †P. (L.) l. atrox        |
|  |                          |
|  | P. (L.) l. leo           |
|  |                          |
|  | P. (L.) l. bleyenberghi  |
|  |                          |
|  | P. (L.) l. krugeri       |
|  |                          |
|  | P. (L.) l. massaicus     |
|  |                          |
|  | P. (L.) l. melanochaitus |
|  |                          |
|  | P. (L.) l. persica       |
|  |                          |
|  | P. (L.) l. senegalensis  |
|  |                          |

|  | †P. (T.) t. virgata |
|  |                     |
|  | P. (T.) t. tigris   |
|  |                     |

|                | †P. (?P.) crassidens                |
|                |                                     |
| P. (P.) pardus | \| \| P. (P.) p. pardus \| \| \| \| |
|                | \| \| P. (P.) p. pardus \| \| \| \| |
|                | P. (P.) p. pardus                   |
|                |                                     |

|  | P. (P.) p. pardus |
|  |                   |

|  | †P. (L.) l. spelaea      |
|  |                          |
|  | †P. (L.) l. atrox        |
|  |                          |
|  | P. (L.) l. leo           |
|  |                          |
|  | P. (L.) l. bleyenberghi  |
|  |                          |
|  | P. (L.) l. krugeri       |
|  |                          |
|  | P. (L.) l. massaicus     |
|  |                          |
|  | P. (L.) l. melanochaitus |
|  |                          |
|  | P. (L.) l. persica       |
|  |                          |
|  | P. (L.) l. senegalensis  |
|  |                          |

|  | †P. (T.) t. virgata |
|  |                     |
|  | P. (T.) t. tigris   |
|  |                     |

|  | †P. (L.) l. spelaea      |
|  |                          |
|  | †P. (L.) l. atrox        |
|  |                          |
|  | P. (L.) l. leo           |
|  |                          |
|  | P. (L.) l. bleyenberghi  |
|  |                          |
|  | P. (L.) l. krugeri       |
|  |                          |
|  | P. (L.) l. massaicus     |
|  |                          |
|  | P. (L.) l. melanochaitus |
|  |                          |
|  | P. (L.) l. persica       |
|  |                          |
|  | P. (L.) l. senegalensis  |
|  |                          |

|  | †P. (T.) t. virgata |
|  |                     |
|  | P. (T.) t. tigris   |
|  |                     |

### Подвиды
В ранних классификациях традиционно выделялось 12 подвидов льва, крупнейшим из которых был берберийский лев. При этом основными отличительными признаками животных считались различия в общих размерах и внешнем виде гривы. Однако, поскольку разница в данных характеристиках весьма незначительна, а в пределах ареала каждого подвида отмечена индивидуальная изменчивость, в последние годы авторы считают часть данных подвидов недействительными. В настоящее время чаще всего принято выделять только 8 подвидов, один из которых, капский лев (ранее описанный как Panthera leo melanochaita), возможно, на самом деле не отдельный вид. Митохондриальная изменчивость у львов, обитающих в Африке, слишком низкая, что позволяет всех особей, живущих к югу от Сахары, считать одним подвидом, который, в свою очередь, можно разделить на две клады: в первую входят львы, обитающие к западу от Великой рифтовой долины, а во вторую — обитающие к востоку от неё. Львы из района Цаво в восточной Кении по генетическому сходству находятся гораздо ближе ко львам из Трансвааля (регион в Южной Африке), чем ко львам из Абердэра в западной Кении. В 2017 году таксономия льва была пересмотрена и признанными остались только два современных подвида: Panthera leo leo и Panthera leo melanochaita.

#### Современные
Современными (в эпоху голоцена) считаются 8 подвидов льва:
- Panthera leo persica — азиатский, персидский или индийский лев. Ранее был широко распространён по всей Турции, Юго-Западной Азии, Пакистану, Индии и в Бангладеш. Дневной образ жизни и большие прайды сделали азиатского льва удобной мишенью для браконьеров. Сохранился хищник только в Гирском лесу в Индии. Численность популяции составляет около 300 особей[25].
- Panthera leo leo — берберийский лев, вымерший в дикой природе[26] вследствие чрезмерной охоты, хотя отдельные особи, возможно, выжили в неволе. Один из самых крупных подвидов — у самцов длина тела достигала 3—3,3 м, а масса — более 200 кг. Берберийские львы были распространены на территории от Марокко до Египта. Последний дикий берберийский лев был убит в Марокко в 1922 году[27].
- Panthera leo senegalensis — сенегальский или западноафриканский лев. Распространён в Западной Африке, от Сенегала до Нигерии.
- Panthera leo azandica — североконголезский лев. Распространён в северо-восточной части Демократической Республики Конго.
- Panthera leo nubica — восточноафриканский или масайский лев. Ареал охватывает Восточную Африку, от Эфиопии и Кении до Танзании и Мозамбика.
- Panthera leo bleyenberghi — юго-западный африканский, или катангский лев. Распространён в Юго-Западной Африке — Намибии, Ботсване, Анголе, Заире, Замбии и Зимбабве.
- Panthera leo krugeri — юго-восточный африканский или трансваальский лев. Область распространения охватывает Трансваальский регион Южноафриканской республики, включая национальный парк Крюгер.
- Panthera leo melanochaita — капский лев. Вымерший в дикой природе подвид. Исчез в 1860-е годы. По результатам исследований митохондриальной ДНК его иногда не выделяют в отдельный подвид. Предполагается, что капский лев был частью южной популяции трансваальского льва[21].

#### Плейстоценовые

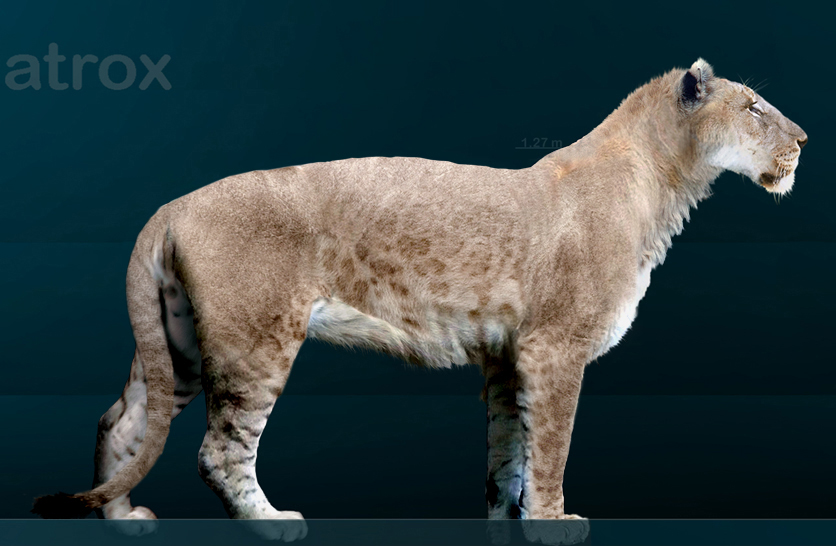
Американский пещерный лев

- Panthera leo atrox — американский пещерный лев. Был распространён в Северной Америке от Канады до Перу в эпоху плейстоцена. Вымер 10 000 лет назад. Иногда американского и пещерного львов считают отдельными видами, но последние филогенетические исследования показывают, что обе формы — подвиды льва[16][28]. Был одним из крупнейших подвидов льва — длина тела составляла 1,6 — 2,5 м[29], а вероятная масса тела до 250—300 кг[30]. Его отличительными чертами были: крупная голова с заметными баками, плотное сложение туловища, мощные ноги и длинный хвост (скорее всего — без кисти на конце). Наличие гривы сомнительно[30].
- Panthera leo fossilis — известен как мосбахский лев. Обитал 500 000 лет назад, окаменелости этого животного найдены в Германии и Италии. По размерам был сходен с американским львом[16][31].
- Panthera leo spelaea — известен как пещерный, европейский пещерный и евразийский пещерный лев. Был распространён в Евразии 300 000—10 000 лет назад[16]. Этот подвид известен по наскальным рисункам времён палеолита, изображениям на слоновой кости и глиняным фигуркам[32]. Сохранившиеся изображения позволяют установить, что у пещерного льва были оттопыренные уши, хвост с кисточкой, возможно, небольшие «тигровые» полосы. Самцы имели слабо выраженную гриву вокруг шеи[33].

#### Сомнительные подвиды
- Panthera leo sinhaleyus — шри-ланкийский лев. Вымер приблизительно 39 000 лет назад. Известен лишь по ископаемым остаткам двух зубов, найденных в городе Курувита на Шри-Ланке. Основываясь на этой находке, Поль Пиерис в 1939 году объявил о существовании этого подвида в прошлом[34].
- Panthera leo europaea — европейский лев. Возможно, был идентичен с азиатским и пещерным львами; ранг подвида не подтверждён. Вымер около 100 года из-за чрезмерного преследования со стороны человека. Был распространён на Балканах (Немейский лев), юге Франции и Пиренейском полуострове. Был популярным предметом охоты среди греков и римлян.
- Panthera leo youngi, или Panthera youngi — китайский пещерный лев. Обитал 350 000 лет назад[7] на северо-востоке Китая. Его отношение к современным подвидам не доказано, вероятно, он представляет собой отдельный вид.
- Panthera leo maculatus — пятнистый лев, или марози. По слухам, распространённым среди местных жителей, этот подвид обитает на Абердарском хребте, от восточноафриканского льва отличается меньшими размерами и пятнистой шкурой. Для поиска марози в тот район была отправлена экспедиция, нашедшая следы, принадлежавшие какому-то хищнику, однако это животное не удалось ни отловить, ни сфотографировать[35][36].

### Гибриды
Львы способны спариваться с тиграми (чаще всего с амурским и бенгальским подвидами), при этом возникают гибриды — лигры и тигрольвы. При скрещивании льва с леопардом возникают леопоны, гибрид льва и ягуара называется ягулев. Марози (пятнистый лев), по одной из гипотез — леопон естественного происхождения. Конголезский пятнистый лев — тройной межвидовой гибрид, полученный при скрещивании льва, ягуара и леопарда. Ранее гибриды часто разводились в зоопарках; сейчас эта деятельность не поощряется в связи с особым вниманием по поводу сохранения видов и подвидов льва.
Лигр — гибрид между львом и тигрицей. Поскольку ген, отвечающий за рост, передаётся только от отца, лигры по размерам всегда превосходят своих родителей. Они имеют физические характеристики, передаваемые от обоих родителей (пятна и полосы на песчаном окрасе тела). Самцы лигра всегда стерильны, в то время как самки в большинстве случаев способны к размножению. Только у половины лигров вырастает настоящая львиная грива. Длина тела — 3—3,7 м, масса — 360—450 кг или больше. Тигролев — гибрид тигра и львицы.
Лигрицы могут приносить потомство от самцов исходных видов, давая гибриды второго поколения. От скрещивания лигрицы со львом рождаются лилигры, а с тигром — талигры. Талигры похожи на очень крупных тигров с некоторыми признаками львов.

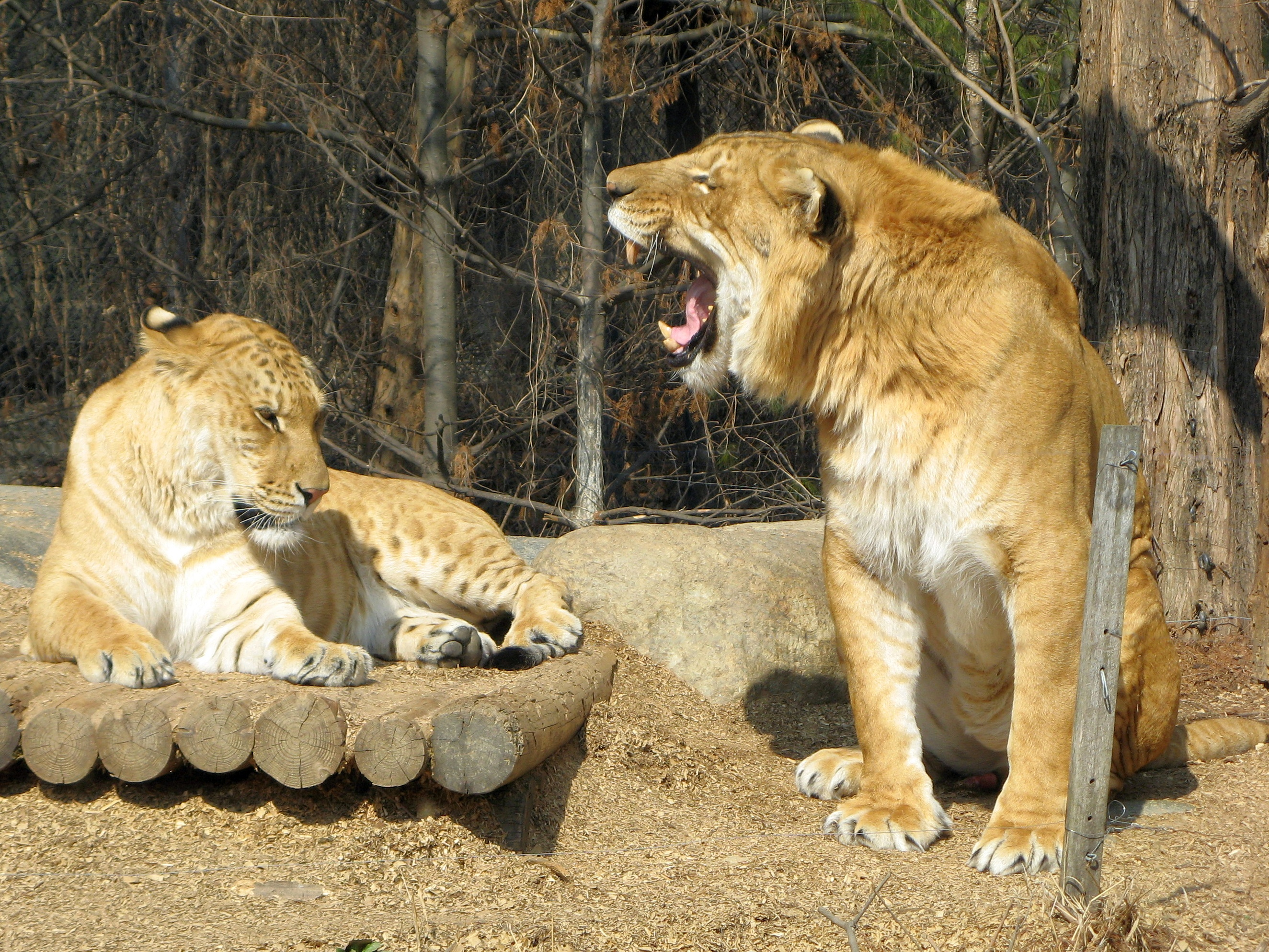
Лигрица и лигр
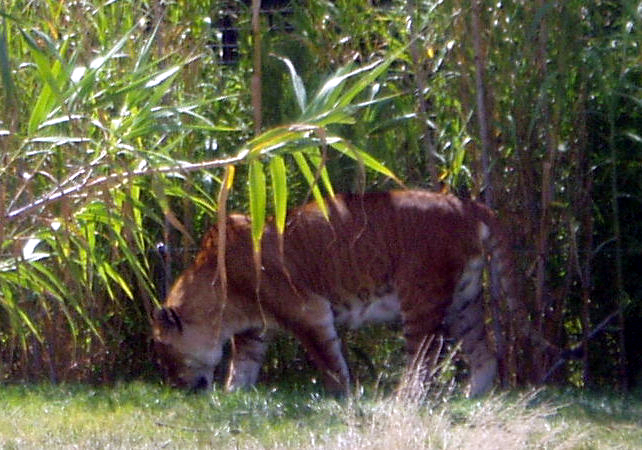
Тигролев
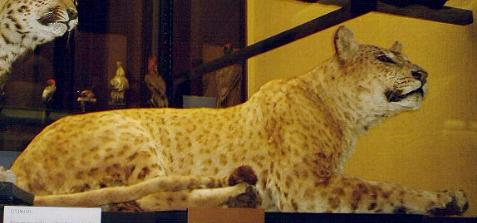
Ягулев
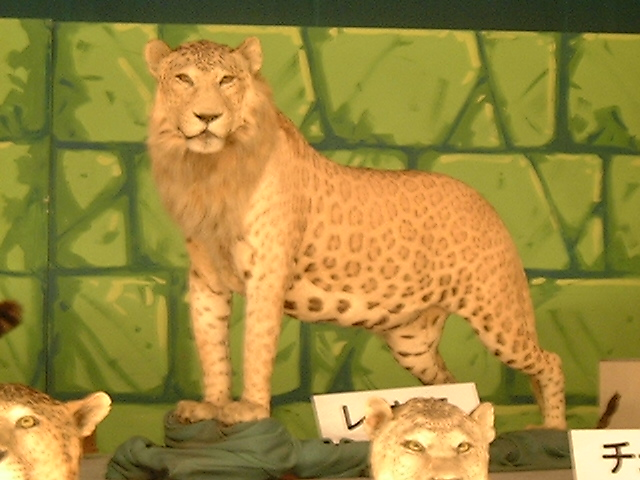
Леопон
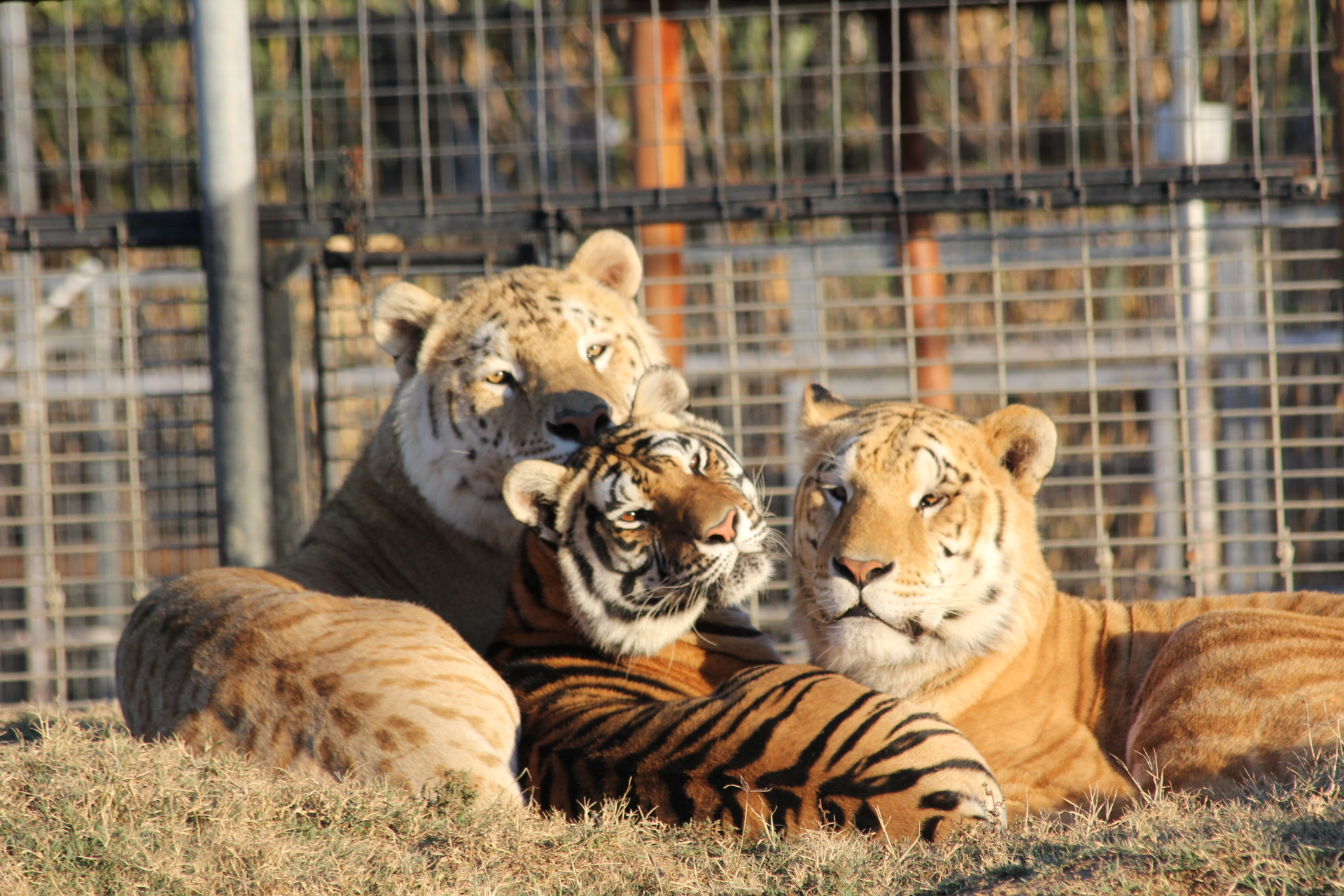
Два талигра и тигр
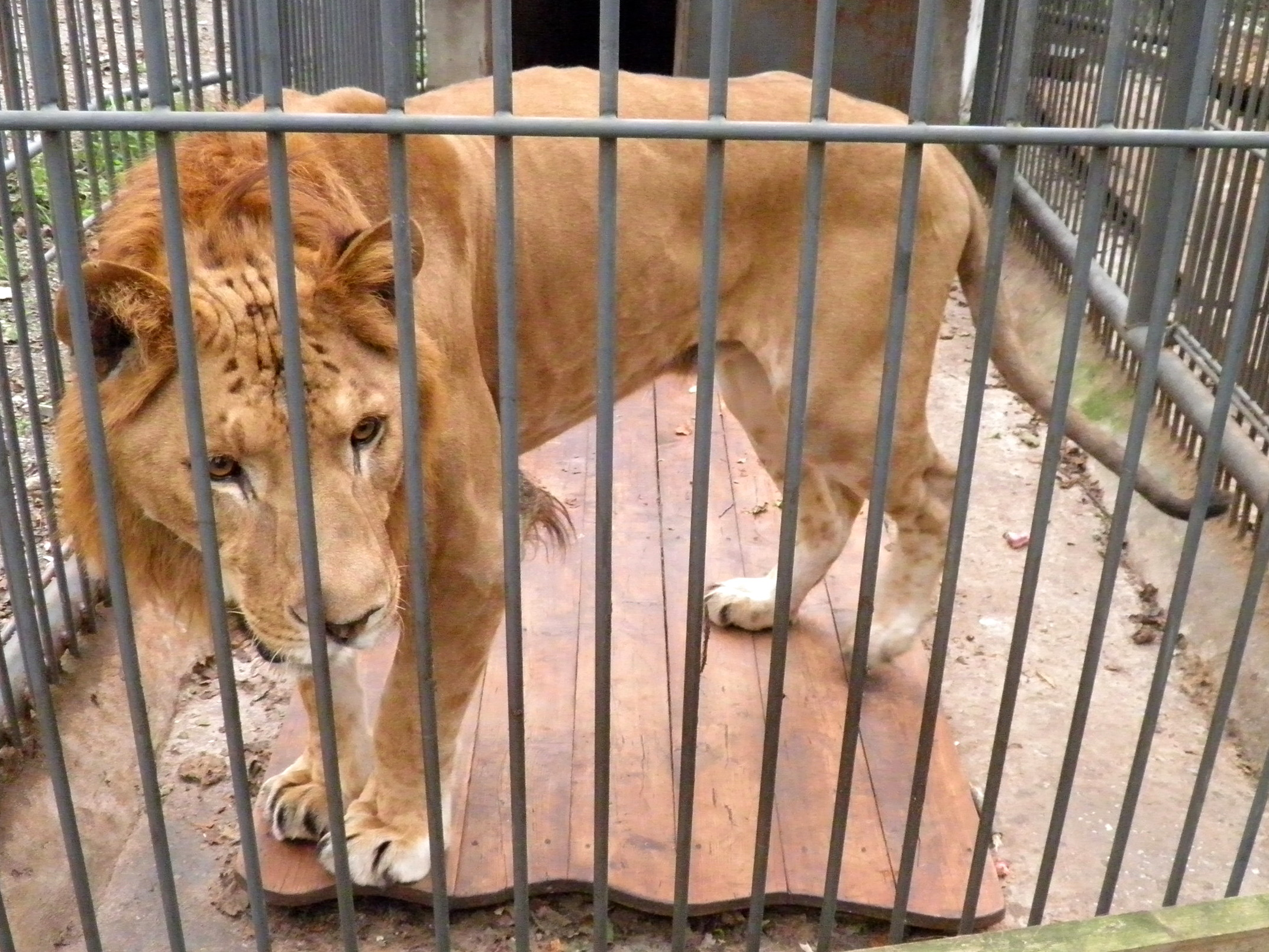
Лилигр

## Описание

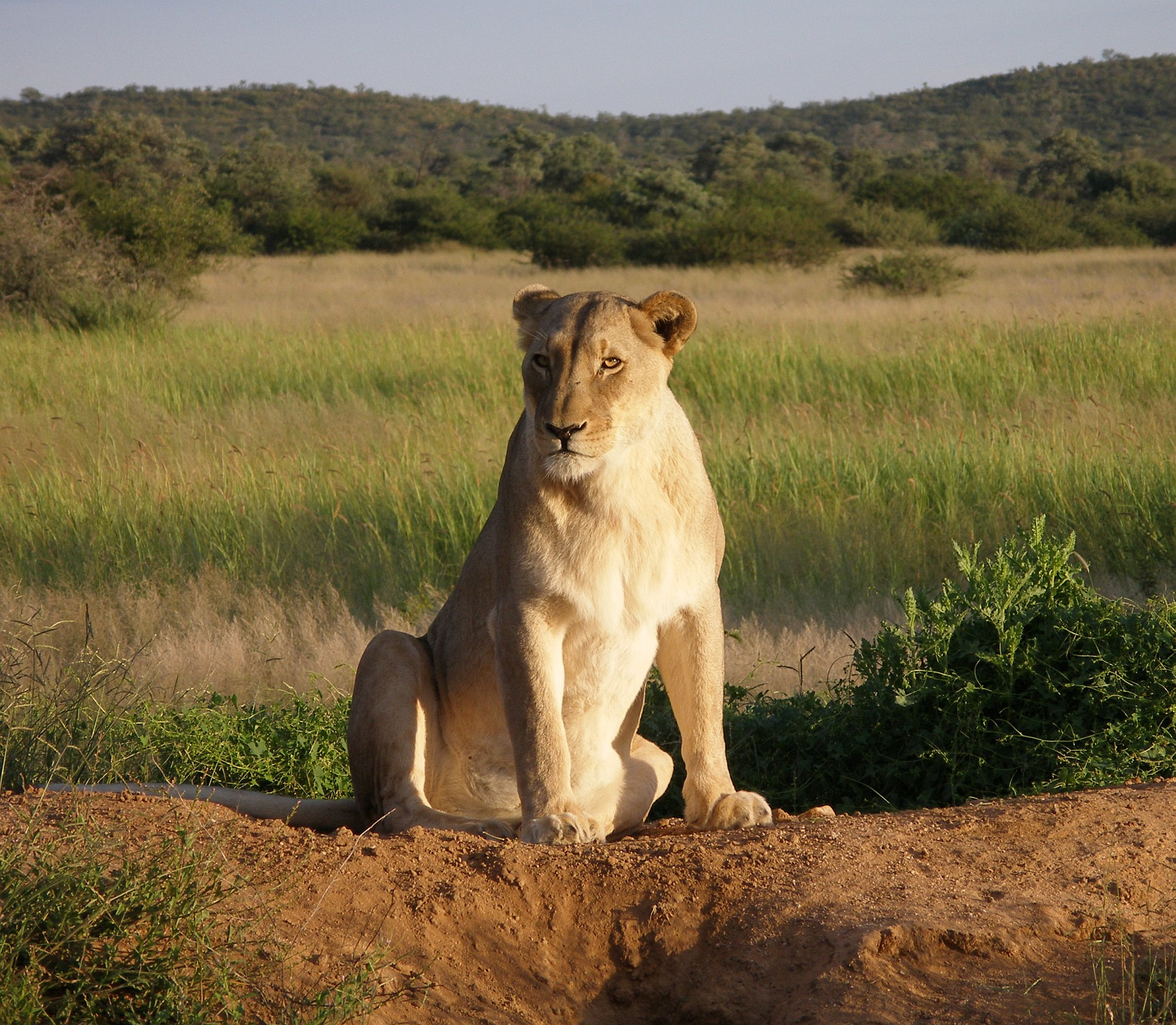
Самка

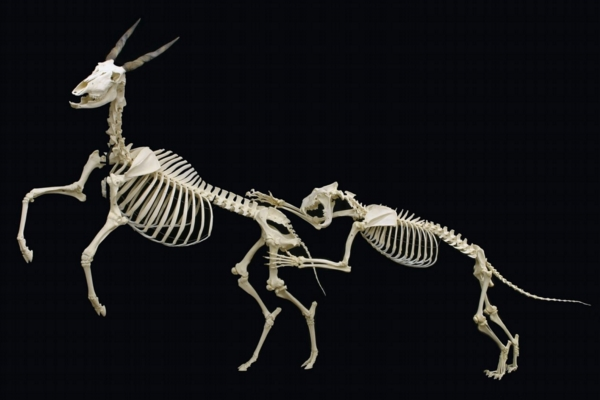
Скелет охотящегося льва. Музей остеологии в Оклахома-Сити

Лев — рекордсмен по высоте в плечах среди всех кошачьих. По весу крупнейшие подвиды льва и тигра примерно сопоставимы. У львов мощные ноги, сильные челюсти, а клыки имеют длину 8 см, поэтому эти хищники способны убивать достаточно крупных животных. Череп льва очень похож на тигриный, лобная область, как правило, более пониженная и плоская. Носовые отверстия шире, чем у тигров. Тем не менее, у этих двух видов форма черепа очень похожа, различия имеются лишь в строении нижней челюсти. Окрас варьирует от цвета кожи буйвола до желтоватого, красноватого или тёмно-коричневого. Нижняя часть тела льва светлее, чем верхняя, кончик хвоста имеет чёрный цвет. Львята рождаются с коричневыми пятнами на теле, как у леопардов. При достижении половой зрелости эти пятна исчезают, хотя у некоторых взрослых особей, особенно у самок, они сохраняются на животе и ногах.
Львы — одни из немногих наземных хищников и единственные представители семейства кошачьих, у которых хорошо выражен половой диморфизм: львицы выделяются меньшими размерами и отсутствием гривы. Самки чаще выступают в роли охотника — по этой причине грива, которая может помешать при маскировке, у них не развита. Цвет гривы варьирует от белого до чёрного, а с возрастом всегда темнеет.
Масса взрослых львов составляет 150—250 кг у самцов и 120—182 кг у самок. Ноуэлл и Джексон высчитали, что средний вес самцов составляет 181, а самок — 126 кг. В горах Кении был застрелен лев, масса которого составляла 272 кг. Размеры отличаются в зависимости от окружающей среды и ареала. Львы из Южной Африки в основном тяжелее львов из восточной части континента на 5 %.
Длина тела льва вместе с головой достигает 170—250 см у самцов и 140—175 см — у самок. Высота в плечах — около 123 см у самцов и 107 см у самок. Длина хвоста у львов колеблется от 90 до 105, а у львиц — от 70 до 100 см. Максимальной длиной тела (3,3 м) обладал самец с чёрной гривой, убитый в южной части Анголы в октябре 1973 года. Самый тяжёлый из известных львов был людоедом; он был застрелен в 1936 году в Восточном Трансваале, Южная Африка. Его масса составляла 313 кг. Львы, живущие в неволе, как правило, весят больше тех хищников, которые обитают в дикой природе. В Колчестерском зоопарке Великобритании в 1970 году был зарегистрирован лев по имени Симба, весивший 375 кг. Что касается вымерших в историческое время подвидов льва, то данные об их размерах и массе чаще всего недостаточны и недостоверны. Однако, не исключено, что некоторые из них, например, барбарийский подвид, заметно превышали в массе крупнейших современных львов. Знаменитый охотник на львов, Жюль Жерар в середине XIX века писал о том, что туша взрослого самца весит больше 600 фунтов(~ 272 килограммов). Если эта оценка верна, то барбарийский лев в среднем превышает в массе как современные подвиды львов, так и современные подвиды тигров. Кроме того, Жерар писал о размере следов самцов, как о превышающем площадь руки с разведёнными в стороны пальцами, о том, что человеку трудно оторвать от земли голову убитого льва, и о том, как самый сильный человек в их полку осел, когда на него надели шкуру и голову убитого льва. Это тоже косвенно говорит о больших размерах представителей данного подвида. Эти данные, конечно, нельзя назвать достоверными, но в любом случае информации о размерах этого подвида недостаточно для вынесения однозначных выводов.
Характерная особенность как льва, так и львицы, это пушистый пучок — «кисточка» на конце хвоста; длина этого пучка — около 5 см. При рождении кисточка отсутствует, а развиваться начинает только с 5-го месяца жизни львят. В возрасте 7 месяцев она уже хорошо различима. У некоторых особей внутри кисточки находится «шпора», образованная из конечных участков хвостовых позвонков, слитых вместе.

### Грива

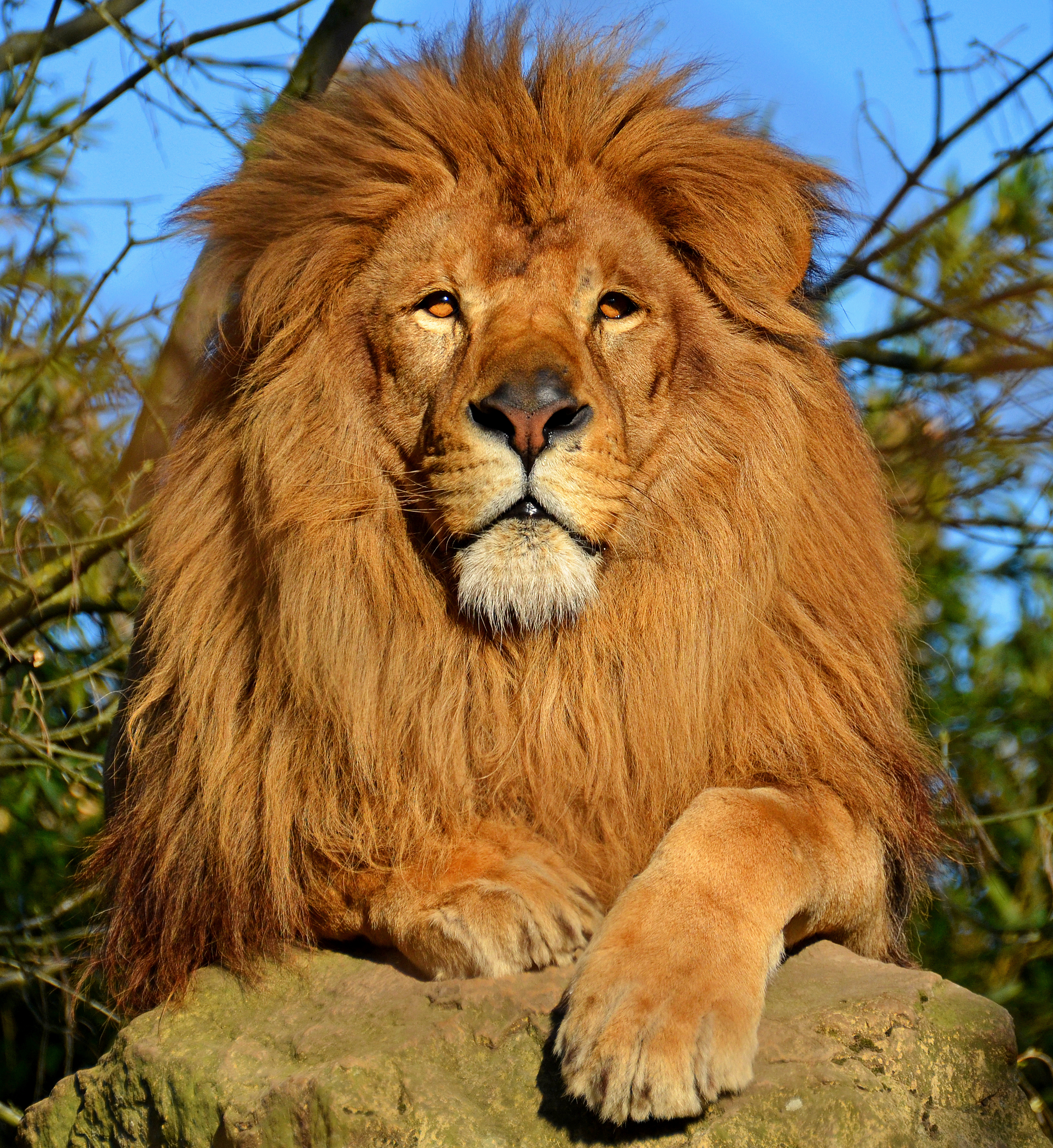

Самцы львов обладают большой гривой из густых волос длиной до 40 см. Грива у взрослых самцов уникальна — ни у кого из современных кошачьих нет ничего подобного; эта одна из самых ярких отличительных особенностей данного вида. Грива состоит из нескольких частей — шейной, которая покрывает заднюю часть головы, начинаясь от ушей, далее покрывая шею с боков, снизу и сверху, баков (удлинённых волос на боках головы), грудной гривы (удлинённых волос на груди и между передними лапами, брюшной гривы (протягивающейся по брюху). Порой также развивается широкая полоса удлинённых волос, идущих по нижней части боков, от подмышек сзади до паховой области (т. н. боковая грива) и удлинены волосы на задней стороне передних ног. С шеи и загривка грива простирается назад образуя плечевую гриву, покрывающую также спину в межлопаточной области.

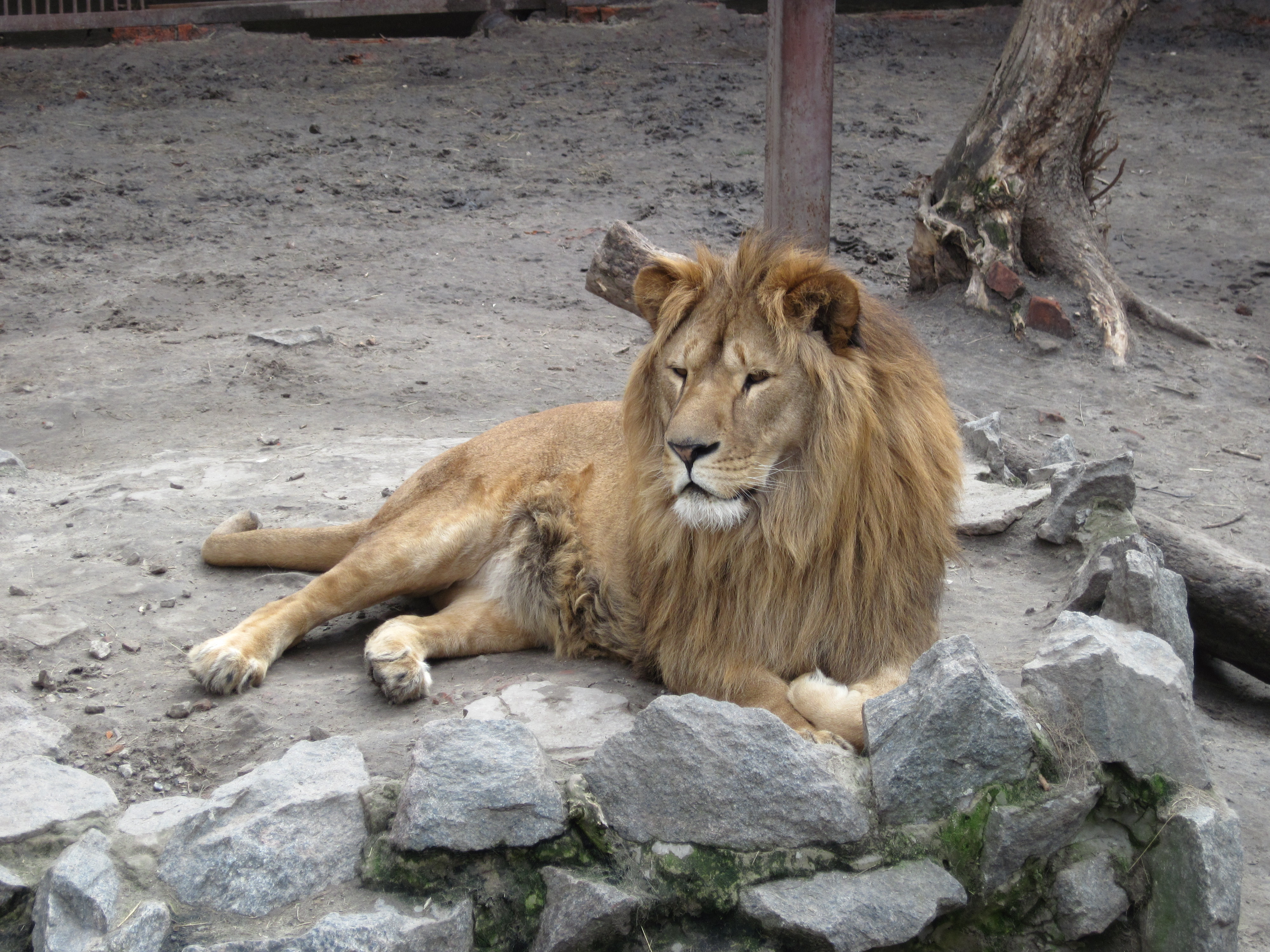
Лев с гривой в Харьковском зоопарке

Начинает развиваться грива примерно у полугодовалых животных и с возрастом становится больше, гуще и пышнее. Грива становится вполне развитой к трём годам, достигая наибольшего своего развития и пышности у старых львов. Грива образована волосами жёлтого цвета, с примесью волос чёрного цвета и некоторым количеством светлых, преимущественно находящихся на передней её части. Значительная часть гривы, преимущественно задняя, — чёрная. В целом к старости животного грива темнеет ещё больше.
Общая выраженность пышности, густоты и окраски гривы, её степень развития, форма и занимаемая площадь обладают большой индивидуальной изменчивостью. Также имеет место географическая изменчивость гривы. Особенно пышная грива обычно развивается у львов, содержащихся в неволе, так как животные в естественной среде обитания подвержены выдиранию волос при передвижении по зарослям растительности и кустарников.
Грива визуально увеличивает льва в размерах, а также помогает запугивать других самцов и привлекать самок. В прайдах, где конкурируют два или три самца, самки отдают предпочтение львам с наиболее пышной и тёмной гривой. Чарльз Дарвин высказывал гипотезу, что грива защищает шею животного от укусов. Но со временем это предположение было отвергнуто. Наличие или отсутствие гривы, её цвет и размер связаны с генетическими предпосылками, половой зрелостью, климатом и выработкой тестостерона. На основании исследования, проведённого в Танзании, было высказано предположение, что длина гривы может служить отличием силы самца в поединках с другими львами. Особи с тёмной гривой обладают большей репродуктивной способностью, однако они тяжелее переносят жаркое время года.

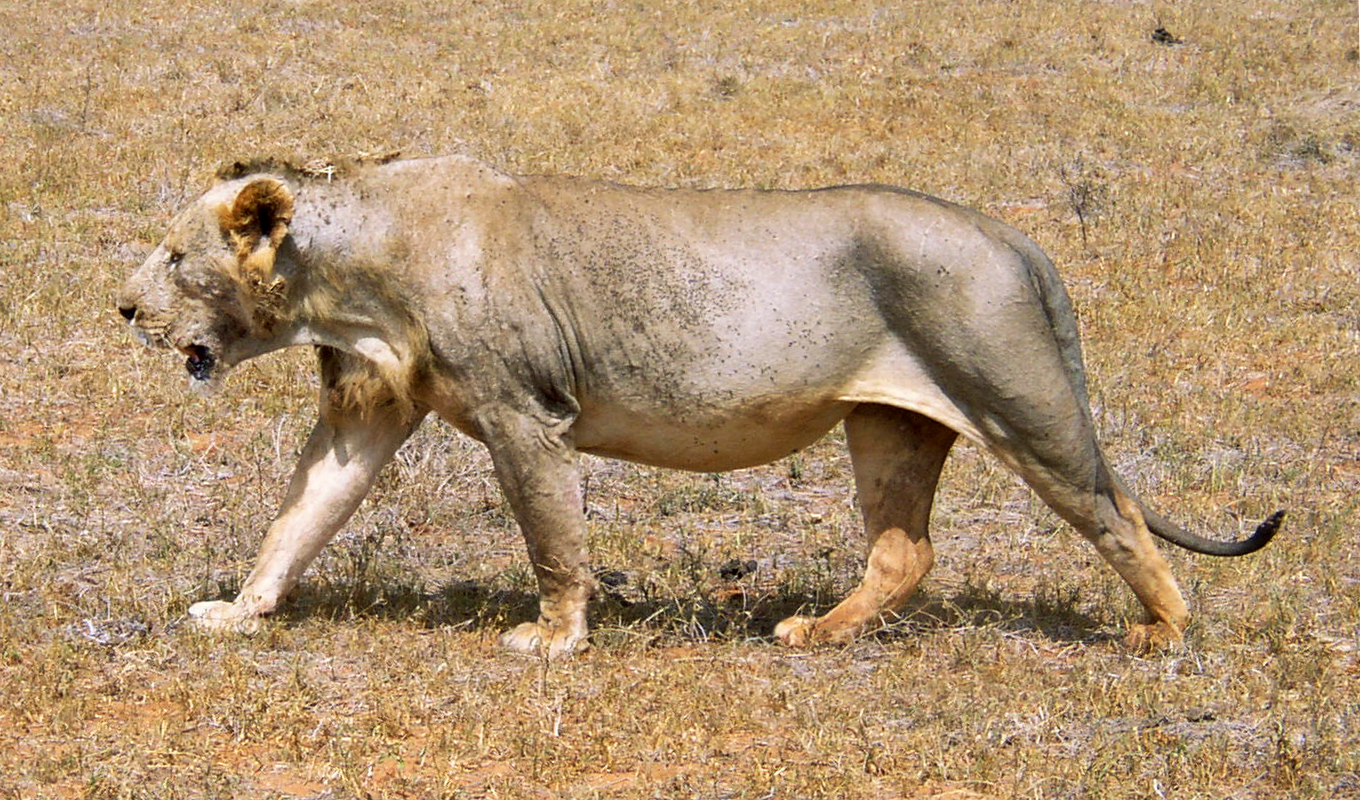
Лев из национального парка Цаво в Кении, у которого почти полностью отсутствует грива

Ранее учёные высказывали предположение, что статус некоторых подвидов можно в частности определить по размеру гривы. По этой характеристике были выделены берберийский и капский львы. Дальнейшие исследования показали, что экологические факторы, в частности, температура окружающей среды, формируют цвет и размер гривы. Животные, содержащиеся в условиях умеренного климата в зоопарках Европы и Северной Америки, часто имеют более густую гриву вне зависимости от места происхождения их предков. Таким образом, величина гривы не может быть определяющим признаком при выявлении подвида. У азиатского подвида грива менее густая, чем у африканских львов.
Рост гривы напрямую связан с выделением гормона тестостерона — по этой причине кастрированные львы либо имеют лишь небольшую гриву, либо не имеют её вовсе. Отсутствие гривы также наблюдается и у природных популяций льва. Например в Сенегале и национальном парке Цаво в Кении были отмечены львы с практически полностью отсутствовавшей гривой.
Наскальные рисунки вымершего пещерного льва показывают животных без гривы или с очень малым её количеством.

### Белые львы

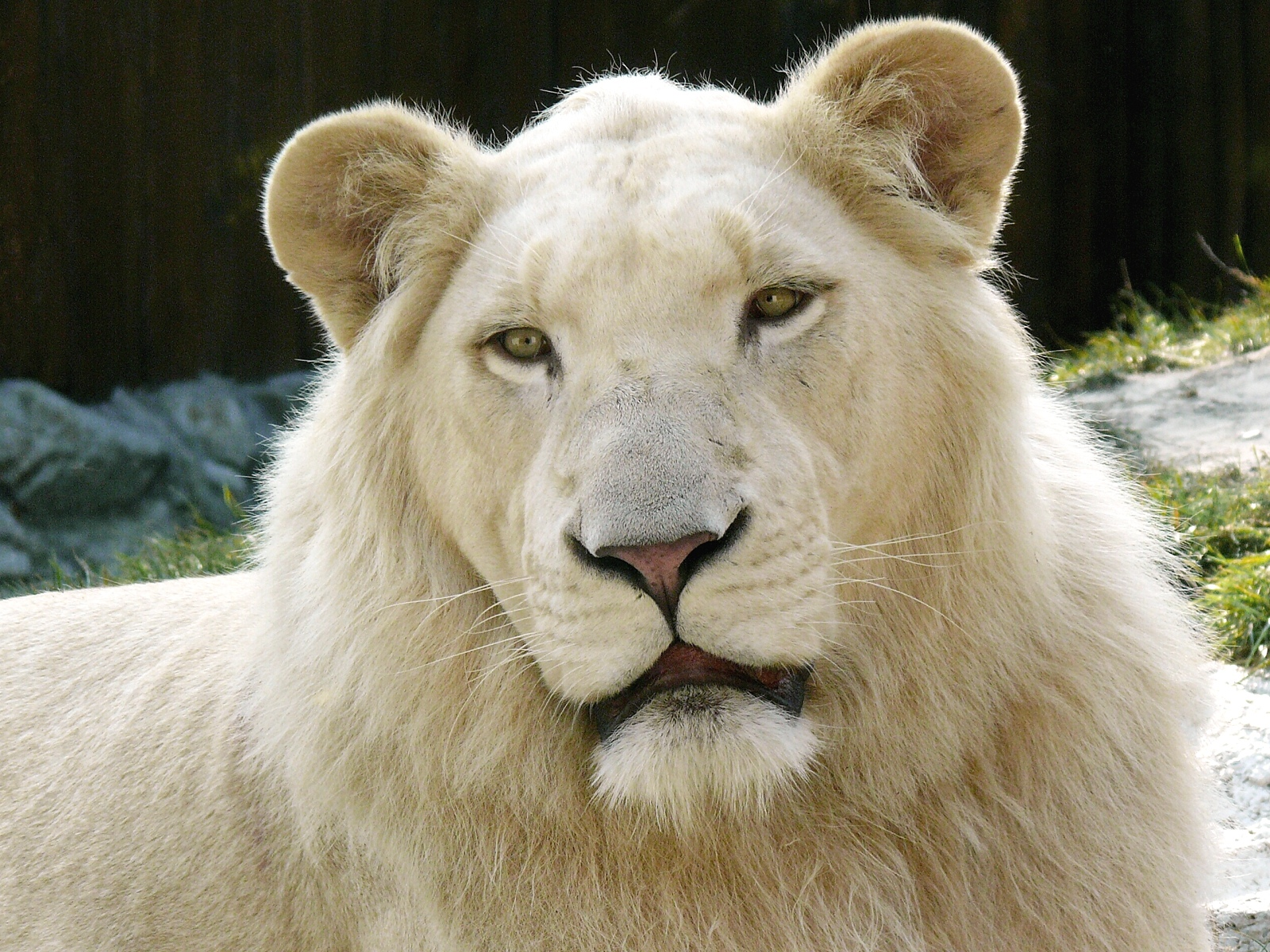
Белый лев

Белый лев — не отдельный подвид. Это специфический полиморфизм с генетическим заболеванием — лейкизмом, вызывающим более светлую окраску шерсти, чем у обычных львов. Такое проявление по сути противоположно меланизму, с которым связано появление чёрных пантер. Однако белые львы не альбиносы — у них нормальная пигментация глаз и кожи. Белые трансваальские львы иногда встречаются в национальном парке Крюгер и смежном с ним резервате Тимбавати в восточной части ЮАР. Однако чаще белого льва можно встретить в неволе, где заводчики специально разводят этих животных. Необычный кремовый цвет шерсти обусловлен рецессивным геном. По сообщениям некоторых авторов, белых львов разводили в Южной Африке для отстрела в качестве трофея.
Подтверждения существования белых львов появились только в конце XX века. На протяжении сотен лет они считались плодом легенд, странствующих по Южной Африке. Наблюдения впервые были опубликованы в 1900-х годах, после этого случаи встреч с белыми львами отмечались редко. Только в 1975 году были найдены детёныши белого льва в заповеднике Тимбавати.

## Биология и поведение
Бо́льшую часть суток, около 20 часов, львы отдыхают. Хотя они могут охотиться в любое время суток, наибольшая активность наступает после захода солнца. Чаще всего львицы начинают охотиться с наступлением темноты и до рассвета, делая перерывы ночью. В среднем, в день они тратят два часа на ходьбу и 50 минут на потребление пищи.

### Социальная организация
Львы относятся к хищникам, имеющим два типа социальной организации. Чаще всего они проживают в группах, которые называют прайдами. Прайд обычно состоит из пяти или шести родственных между собой самок, их детёнышей обоих полов и одного или двух самцов (в последнем случае прайд называется коалицией), которые спариваются со взрослыми самками. Число взрослых львов в коалиции, как правило, два, но их количество может возрасти и до четырёх, а затем снова уменьшиться. При достижении половой зрелости молодые самцы покидают прайд.

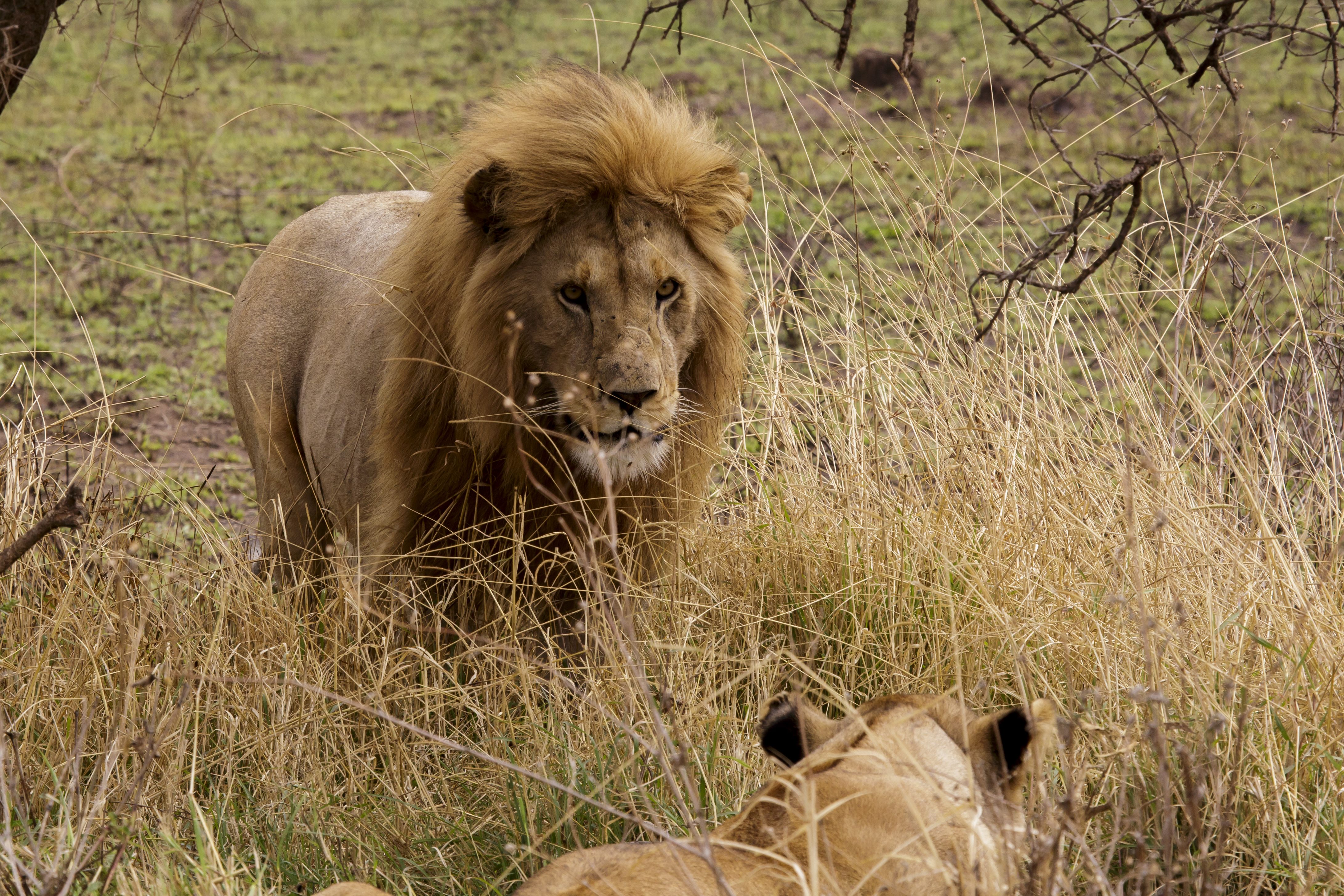
Лев и львица

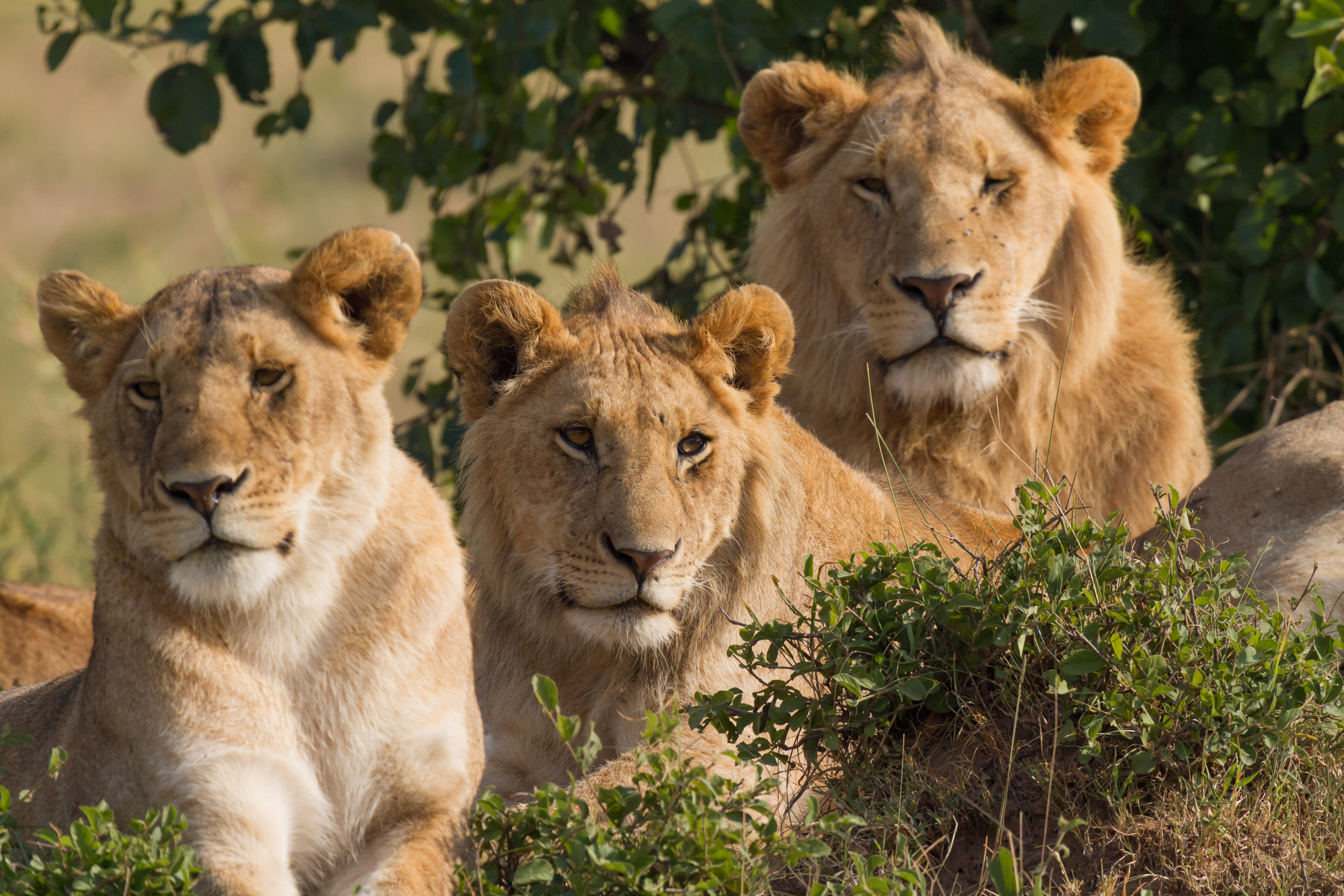
Львиный прайд на отдыхе.

Второй тип социальной организации — так называемые странствующие львы, поодиночке или (реже) парами кочующие в пределах ареала. Часто странствующими львами становятся самцы, изгнанные из прайда, в котором они родились. Через это проходит большинство молодых самцов, а некоторые из них до конца жизни остаются одиночками. Львы могут менять свой образ жизни: кочевники могут образовать свой прайд либо вступить в уже существующий, а живущие в группе выйти из неё. Одинокой самке гораздо труднее присоединиться к другой группе, так как львицы в прайде всегда имеют родственные связи и обычно изгоняют чужаков.
Участок, занимаемый группой львов, называется «территорией прайда». Самцы обычно держатся на его периферии и охраняют территорию. В охоте принимают участие преимущественно львицы — они меньше по размерам, быстрее и более гибкие, чем львы. Самцам охотиться тяжелее из-за гривы, которая приводит к перегреву при физической нагрузке. Во время охоты самки действуют скоординировано — это помогает им наиболее успешно напасть на жертву. Однако, если поблизости от места охоты находится самец, он всегда доминирует при разделе добычи. Он более охотно делится добытым с потомством, нежели со львицами, а в случае самостоятельно убитой жертвы кормится ею сам. Мелкая добыча поедается на месте самими охотницами, более крупная оттаскивается на территорию прайда, где доступ к ней получают и остальные члены семьи. На месте львы часто ведут себя агрессивно по отношению друг к другу и стремятся съесть как можно больше пищи.
Причины социальной организации у львиц, наиболее совершенной среди семейства кошачьих, остаются предметом многочисленных дискуссий. Наиболее очевидной из них кажется увеличение продуктивности охоты, однако при этом объём калорий на каждую особь с учётом не принимающих участие в охоте уменьшается. С другой стороны, такая организация позволяет отдельным членам прайда на достаточно длительное время сконцентрироваться на уходе за потомством, не принимая участия в добывании пищи. Во время охоты каждый член семьи выполняет определённую роль, более или менее постоянную. Другими факторами, способствующими социальной организации, могут быть кин-отбор (отбор, благодаря которому родственные особи имеют приоритет при разделе добычи), организованная защита потомства, охрана территории и страховка в случае травмы либо голода.
И самцы, и самки охраняют территорию прайда от чужаков. Однако эта обязанность в прайде распределена неравномерно: одни львы постоянно отгоняют чужаков, другие предпочитают держаться в стороне, предоставляя это право другим. Львы, остающиеся в стороне, могут выполнять другую ключевую для семьи роль. В жаркие дни прайд может отходить в тень, оставляя одного или двух самцов охранять границы. Каждому члену прайда предоставляется своя роль. Львы защищают свой прайд от вторжения других самцов; львицы действуют аналогично по отношению к чужим самкам, являясь устойчивой социальной единицей в прайде. Количество самок изменяется только после рождения или смерти какой-либо львицы, хотя некоторые из них могут сами покидать прайд и становиться кочевыми. Самцы всегда уходят из прайда после достижения ими 2—3-летнего возраста.

### Охота и питание

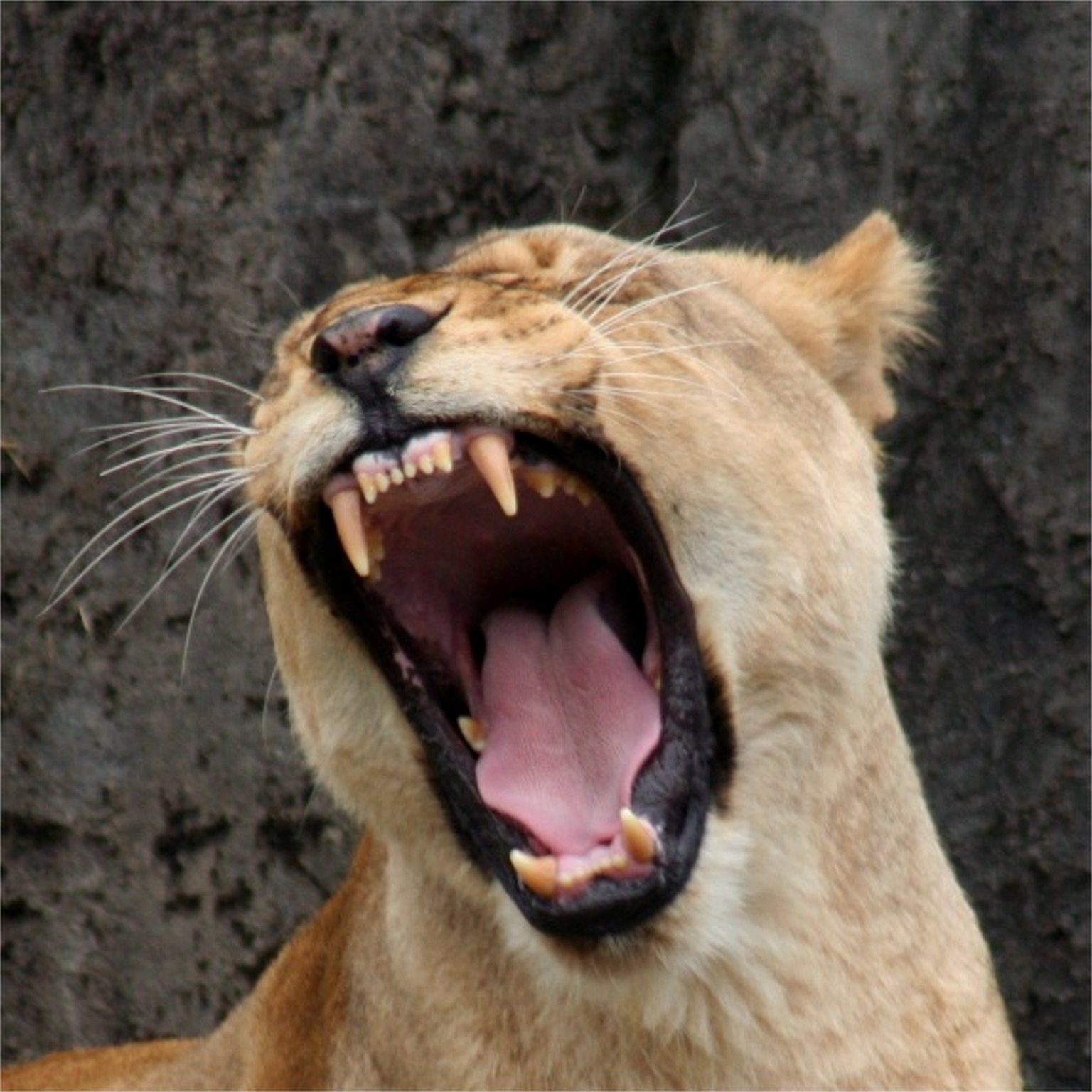
Самка льва разевает свою пасть

Львы — сильные животные, охотятся в скоординированных группах и преследуют выбранную жертву. Однако они менее выносливы, чем, например, гиены: у последних сердце составляет 1 % от всей массы тела, в то время как у львов от 0,45 % (у самцов) до 0,57 % (у самок). Таким образом, львы могут быстро бегать только на короткие дистанции и во время атаки должны быть близко к своей добыче. Они пользуются факторами, которые помогают этого достичь, — в частности, охотятся ночью. Львы подкрадываются к стаду копытных, пока расстояние не уменьшится до 30 метров или меньше. В большинстве случаев несколько львиц окружают его с разных сторон. Как только стадо оказывается в окружении, они набрасываются на ближайшее животное. Затем происходит быстрая и мощная атака. Хищники пытаются поймать свою жертву быстрым прыжком. Животное, как правило, погибает от странгуляции или удушья. Мелкие животные могут быть убиты ударом лапы.
Главная добыча льва — крупные млекопитающие, такие как гну, зебры, буйволы и бородавочники в Африке, а в Индии лев охотится за нильгау, дикими кабанами и несколькими видами оленей. Охота на других животных зависит от их наличия. В основном, это копытные с массой тела от 50 до 300 кг, например, куду, конгони, ориксы и канны. Иногда львы могут употреблять в пищу относительно мелких животных, таких как газель Томсона или спрингбок. В связи с тем, что львы охотятся в группах, они способны убить многих крупных млекопитающих, но в большинстве случаев предпочитают воздерживаться от атак на взрослых жирафов во избежание получения травм.

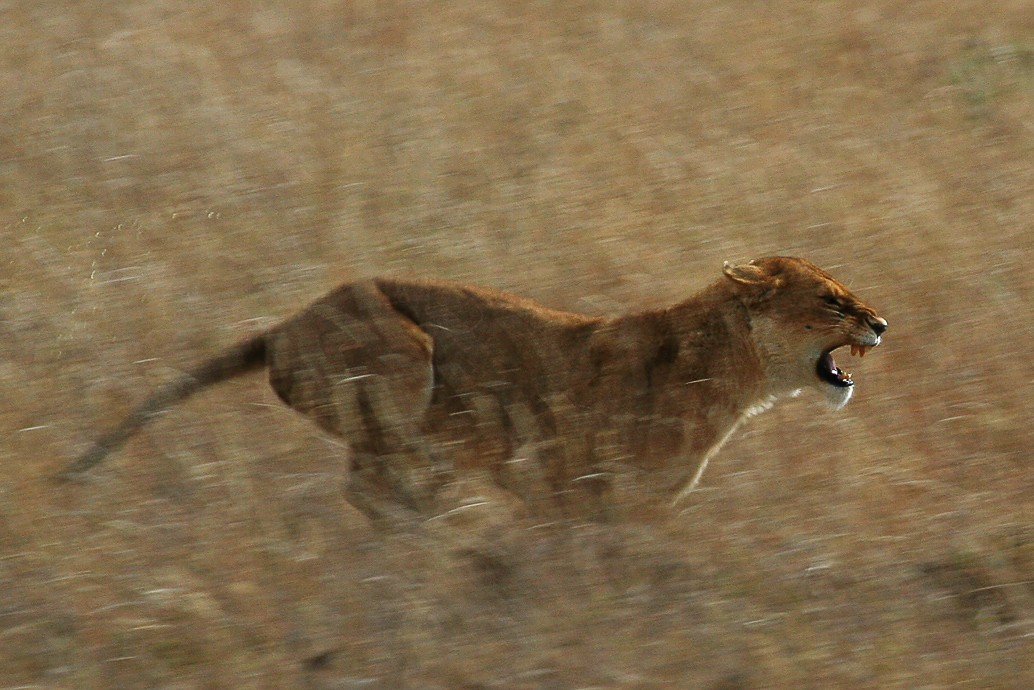
Львица на максимальной скорости бега в Серенгети

Общая статистика, собранная во время различных исследований, показала, что львы питаются млекопитающими с массой тела от 190 до 550 кг. В Африке главная добыча льва — гну и зебры. Взрослые слоны, бегемоты, носороги, импалы, а также подвижные антилопы из рациона исключаются. Тем не менее жирафы и буйволы довольно часто употребляются львом в пищу в некоторых районах, например, в национальном парке Крюгера. В парке Маньяра вследствие высокой плотности популяции капские буйволы составляют 62 % рациона львов. В редких случаях львы могут охотиться и на бегемотов. Взрослых носорогов хищники избегают. Бородавочники также могут употребляться в пищу, несмотря на свой относительно небольшой вес (около 180 кг). В некоторых областях добычей служат животные, нетипичные для рациона львов; это относится к национальному парку «Chobe», где они нападают на слонов. Руководство парка сообщило, что крайне голодные хищники вначале нападали на детёнышей, затем на молодняк, а потом по ночам, пользуясь плохим зрением слонов, и на взрослых животных. Львы также могут нападать на домашний скот; в Индии он составляет довольно большую часть их питания. Они способны убивать и других хищников, например, сервалов, каракалов, леопардов, гепардов, гиеновых собак, а также поедать животных, умерших от болезней или погибших от других хищников. Лев может съесть до 30 кг мяса за один раз; он отдыхает несколько часов перед следующим приёмом пищи, если за один раз добыча не была съедена. Взрослой самке требуется в среднем около 5 кг мяса в день, а самцу — около 7.
Поскольку львицы охотятся на открытых пространствах, где жертва легко может их заметить, скоординированные действия приводят к более успешной охоте. Особенно это относится к добыче крупных млекопитающих. Более того, группа львиц способна защитить свою добычу от других хищников, например, гиен, которых привлекают летающие над трупом убитого животного стервятники. Самки совершают основную часть охоты. Самцы, как правило, в ней не участвуют, за исключением тех случаев, когда жертвой становится крупное животное — например, жираф или буйвол.
Молодые особи наблюдают за охотой взрослых животных, однако сами принимать участие начинают в возрасте одного года. Полноценно охотиться они способны только лишь с двухлетнего возраста.

### Размножение и жизненный цикл

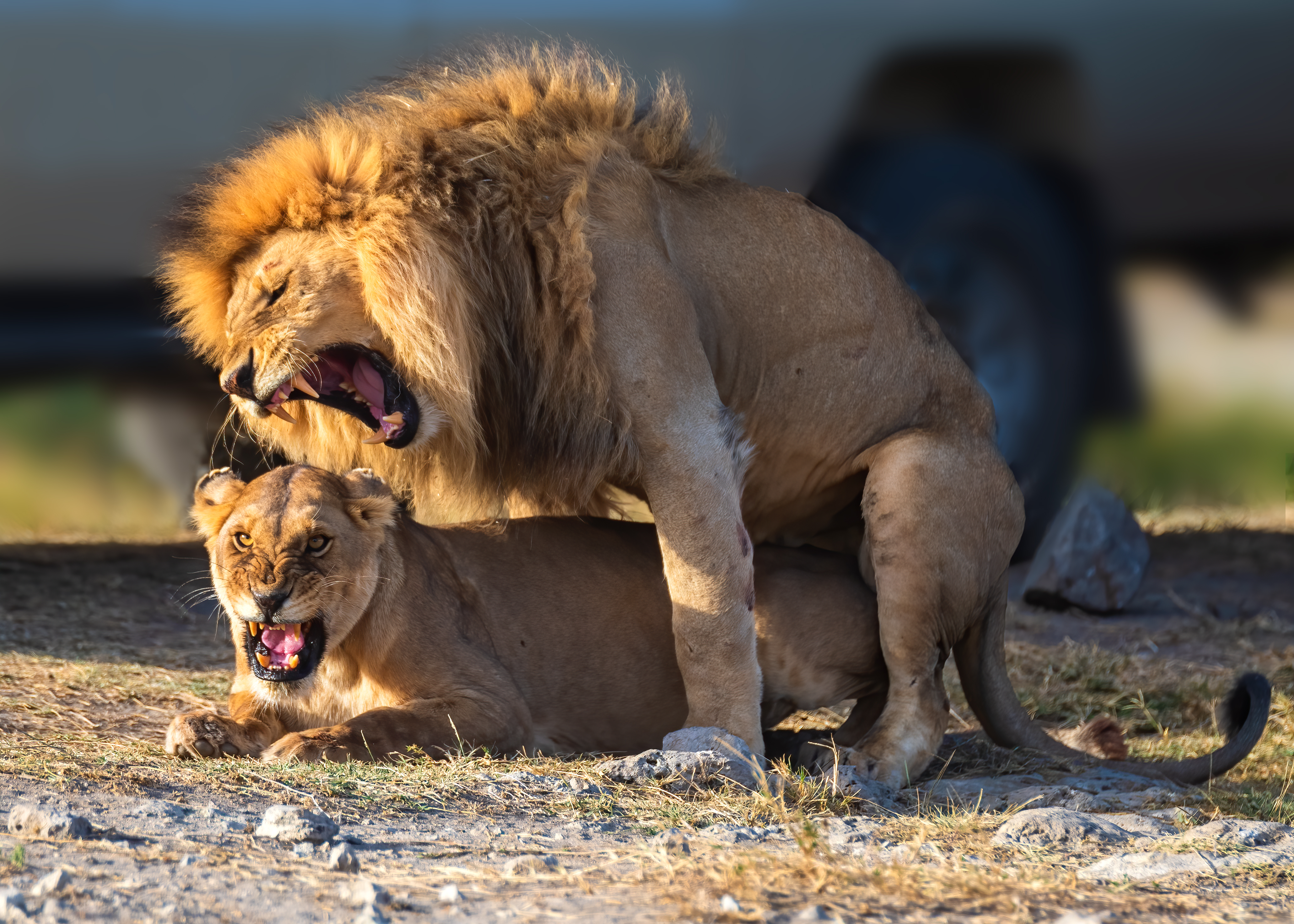
Спаривающиеся львы

Большинство львиц способно к размножению с четырёх лет. Самцы начинают спаривание с момента наступления проэструса у самок. Как и у других кошек, на пенисе льва расположены шипы, которые направлены в обратную сторону по направлению его движения. При выводе пениса эти шипы задевают стенки влагалища самки, что вызывает овуляцию. Львица может спариваться сразу с несколькими самцами, если у неё наступает овуляция. Во время периода случки, который может длиться до нескольких дней, пара совокупляется от 20 до 40 раз в день и, как правило, отказывается от еды. Львы очень хорошо размножаются в неволе.

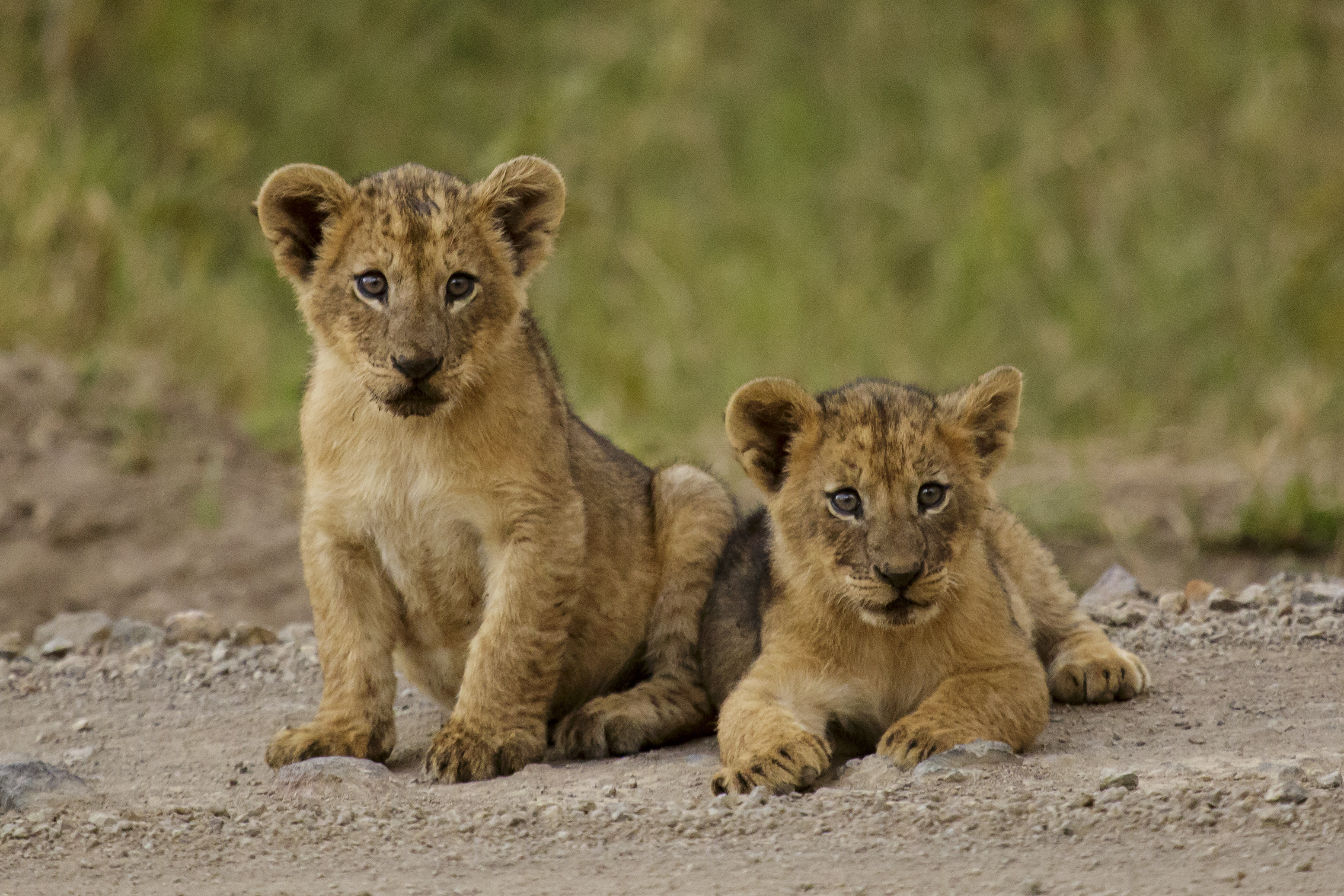
Львята в национальном парке Озеро Накуру, Кения

Средняя продолжительность беременности составляет 110 дней, после чего самка рожает от одного до четырёх детёнышей в уединённом месте (обычно роды происходят в зарослях тростника, пещере или другом защищённом месте), вдали от остальных членов прайда. Она часто охотится сама, находясь неподалёку от того места, где спрятано потомство. Львята рождаются слепыми и совершенно беспомощными, их глаза открываются приблизительно через неделю после рождения. Масса тела новорождённых — 1,2—2,1 кг, они начинают ползать через день или два, а ходить после третьей недели жизни. Самка переносит детёнышей на новое место несколько раз в месяц; эта процедура осуществляется во избежание накопления запаха в логове, который способен привлечь хищников.

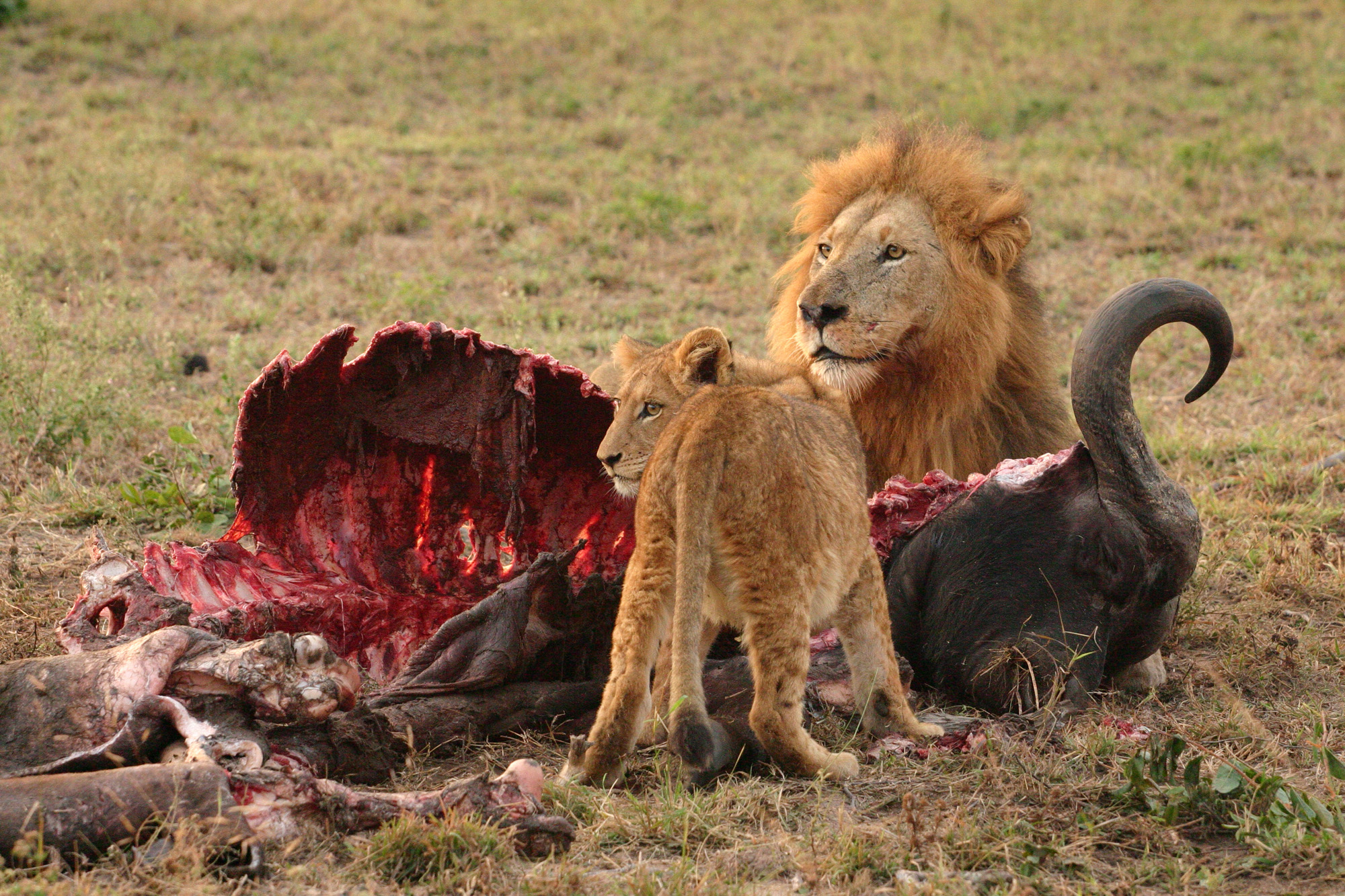
Отношение самцов к детёнышам различное. В большинстве случаев они больше любят делиться пищей, нежели самки

Обычно самка присоединяется к своему прайду тогда, когда её детёныши достигают 6—8-недельного возраста. Иногда она может вернуться в прайд раньше, особенно если роды произошли одновременно с другими львицами. В таких случаях львята вырастают практически одновременно, потребляют одинаковое количество еды, и у них появляется больше шансов на выживание.
Кроме опасности умереть от голода, угрозу для молодых особей представляют другие хищники — гиены, шакалы, леопарды, орлы и змеи. Даже буйволы, учуяв запах львят, бегут в то место, где они спрятаны, и делают всё возможное, чтобы растоптать их, пока львица уходит охотиться. Если главного самца в прайде вытесняет другой, то он убивает детёнышей побеждённого. В целом, по меньшей мере 80 % львов погибают в возрасте до двух лет.
Когда львята знакомятся с остальными членами прайда, они испытывают чувство страха при столкновении с кем-либо, за исключением своей матери. Однако вскоре львята начинают играть друг с другом и со взрослыми особями. Самки более терпимы к своим детёнышам, нежели к детёнышам других львиц. Самцы могут по-разному относиться к львятам: иногда могут играть с ними, а иногда отгоняют от себя.

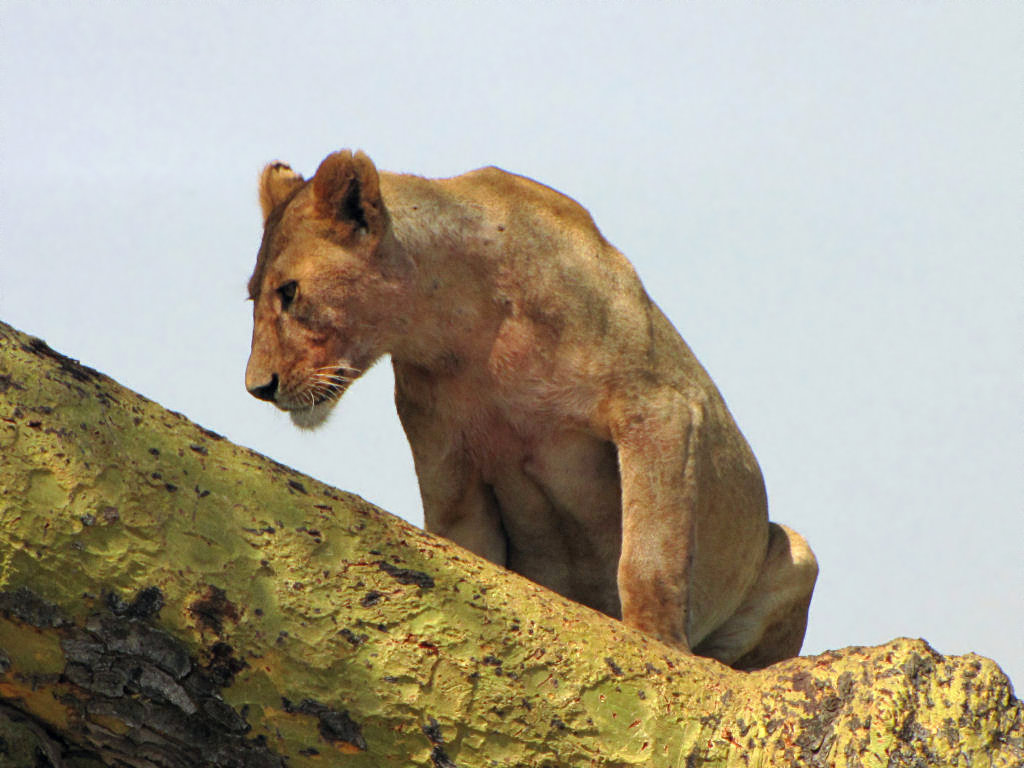
Львица, лазающая по дереву. Серенгети

Лактация длится 6—7 месяцев. Самцы достигают половой зрелости в 3 года, а к 4—5 годам способны вытеснять других самцов из какого-либо прайда. В 10—15 лет львы становятся слабыми, хотя довольно часто и не доживают до этого возраста, погибая при защите прайда. Самцам редко удаётся повторно захватить какой-либо прайд. В большинстве случаев львицы яростно защищают своих детей от чужих львов, но успех достигается только в случае поддержки со стороны других самок.
Вопреки распространённому мнению, не только самцы могут быть изгнаны из прайда. Когда прайд становится слишком большим, следующее поколение молодых самок может быть вынуждено оставить их собственную территорию. Кроме того, при новом льве все неполовозрелые особи часто выгоняются из прайда. Жизнь для самок-кочевниц очень суровая. Им редко удаётся вырастить детёнышей без поддержки прайда. Иногда кочевые особи могут находиться в гомосексуальных половых отношениях друг с другом.

### Естественные враги, болезни и паразиты
Благодаря своим размерам и силе взрослый лев практически не имеет естественных врагов. Однако львы могут стать жертвой других львов, погибая в драках; доля таких случаев относительно общей смертности вида достаточно велика. Львы часто наносят друг другу серьёзные травмы, когда члены разных прайдов сталкиваются друг с другом либо в случае боя самцов из одного прайда. Взрослые особи, страдающие от болезни или увечий, а также львята, могут стать добычей других хищников — гиен, леопардов, или быть растоптанными буйволами или слонами. Описаны также случаи гибели львов во время охоты.
Львы довольно сильно страдают от паразитов. Различные виды клещей поражают части тела льва с тонкой кожей, где зверь не может достать их зубами или лапой — уши, шею, паховую область. Распространена среди львов и заражённость гельминтами, в частности, несколькими видами ленточных червей из рода Taenia, попадающих в кишечник. Заражение происходит через мясо поедаемых львом антилоп. В 1962 году в кратере Нгоронгоро львы были искусаны осенней жигалкой (Stomoxys calcitrans). Многие из них погибли или мигрировали в другую местность, численность популяции в данном регионе сократилась с 70 до 15 животных.

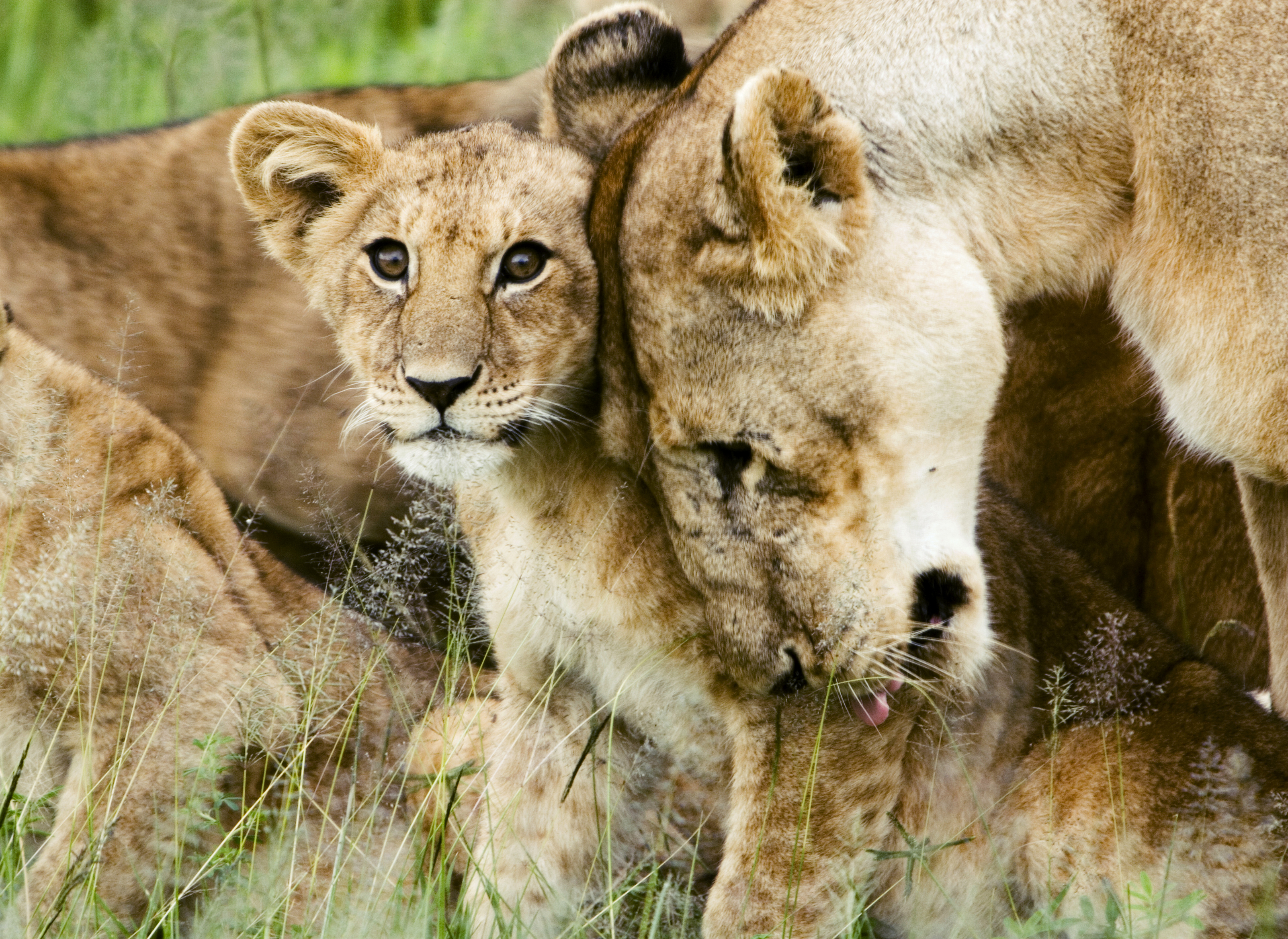
Трение и облизывание друг друга — средства общения в прайде

В неволе львы могут заражаться вирусом чумки собак (передаётся через домашних собак), кошачьим вирусом иммунодефицита и кошачьим инфекционным перитонитом. Вспышка заболевания в 1994 году в Серенгети привела особей к неврологическим симптомам, таким как судороги. Во время вспышки несколько львов погибли от энцефалита и пневмонии. Вирусом иммунодефицита кошек, который схож с ВИЧ, болеют в основном львы из Азии и Намибии.

### Общение
Во время отдыха общение львов проходит через различные выразительные движения. Наиболее распространённые тактильные жесты — трение головой и облизывание партнёра, что может быть сравнимо с уходом у приматов. Когда львы трутся носом о голову, шею или лицо другого льва, это знак приветствия. Такой знак используется в случае возвращения животного к своим сородичам. Самцы, как правило, трутся о других самцов, в то время как детёныши трутся о своих матерей.
Облизывание другой особи зачастую происходит вместе с трением. Это взаимный жест, направленный на получение удовольствия. В большинстве случаев львы облизывают голову и шею.
Существует множество выражений лица и поз, которые используются львами в качестве визуальных жестов. Они способны издавать звуки, которые различаются по силе и высоте. Львы могут рычать, мурлыкать, шипеть, кашлять, гавкать и реветь. Рёв происходит в характерной манере, начиная с нескольких глубоких звуков и заканчивая сильными. Обычно львы ревут по ночам; звук слышен на расстоянии до 8 км. Он используется в качестве сигнала для других животных.

### Отношения с другими хищниками
В местах, где львы и пятнистые гиены приходятся симпатрическими видами, между ними существует прямая конкуренция. В некоторых случаях рацион этих двух видов совпадает на 68 %. Как правило, львы игнорируют гиен, за исключением случаев агрессии со стороны последних. Пятнистые гиены обычно сами обращают внимание на присутствие львов и принятие теми пищи. В кратере Нгоронгоро львы легко отбирают добычу у гиен и в основном питаются только ею. Львы очень хорошо распознают сигналы, которыми гиены начинают приём пищи. При столкновении со львами гиены отходят от добычи на расстояние 30—100 м и терпеливо дожидаются ухода хищников. В редких случаях они поедают добычу вместе со львами. Оба вида могут агрессивно относиться друг к другу даже при отсутствии жертвы. Львы способны атаковать гиен безо всяких на то причин; в национальном парке Этоша 71 % гиен погибает вследствие нападения львов. В неволе гиены, которые никогда не видели львов, равнодушно относятся к ним, однако со страхом реагируют на их запах.
Львы доминируют над более мелкими кошками — гепардами и леопардами — в местах симпатрии этих видов. В 90 % случаев гибель детёнышей гепардов происходит вследствие нападения львов. Последние довольно часто отбирают добычу у гепардов и питаются ею. Гепарды стараются избегать конкуренции в охоте со львами, а детёнышей прячут под низкими кустарниками. Леопарды для предотвращения атаки львов охотятся на более мелкую добычу и прячут котят на деревьях. Тем не менее, такая тактика не всегда успешная, так как львицы умеют лазить по деревьям. На гиеновидных собак (Lycaon pictus) львы иногда охотятся целенаправленно, в некоторых случаях жертвами становятся даже взрослые особи.
Единственный хищник (за исключением человека), который может представлять угрозу для взрослого льва — нильский крокодил (Crocodylus niloticus). При столкновении эти животные способны нанести друг другу серьёзные травмы, и поэтому серьёзные конфликты между ними довольно редки. При конкуренции за добычу, как правило, определяющую роль играют размеры крокодила, численность львов, мотивация животных и степень отдалённости источника пищи от воды. Однако в некоторых местах, например, в районе озера Рудольф, страдающие от нехватки естественной добычи львы иногда намеренно нападают на отошедших от воды крокодилов и убивают особей длиной по меньшей мере до 3,5 метров. Достаточно крупные крокодилы тоже могут оппортунистически охотиться на львов, особенно в болотистой местности, когда те утоляют жажду на водопое или пытаются преодолеть вплавь различные водные преграды.

## Ареал и места обитания

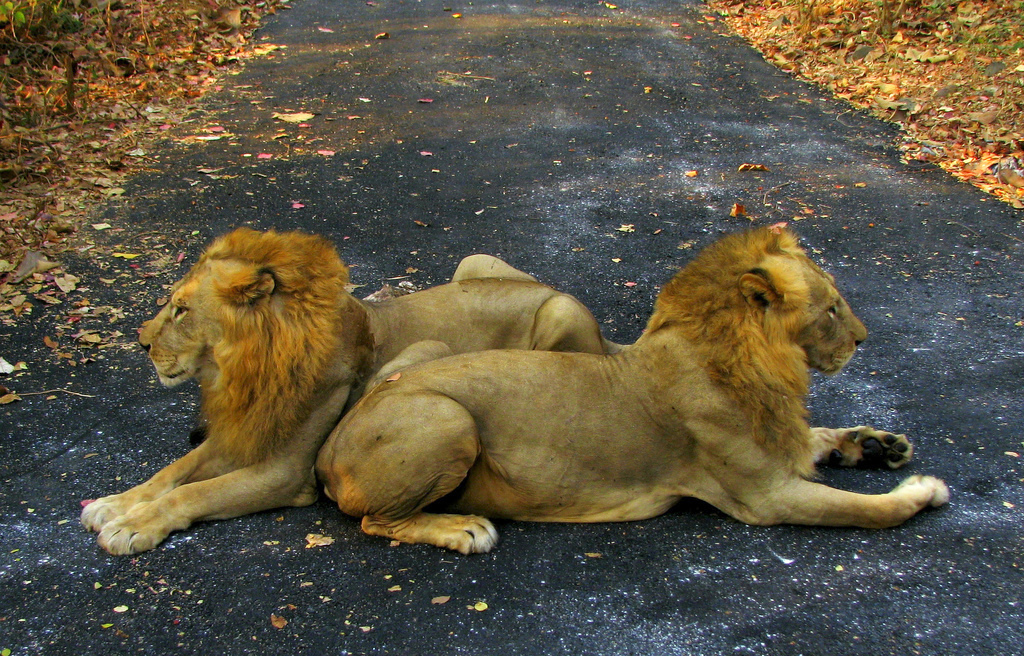
Азиатские львы в Гирском лесу. Их ареал на сегодняшний день ограничивается только этой территорией

В Африке львы обитают в саваннах с небольшим количеством редко растущих акаций, которые используются животными как укрытие от солнца. Область их обитания в Индии представляет собой смесь сухого саваннового и кустарникового леса. Ареал льва первоначально охватывал южную часть Евразии — от Греции до Индии, и бо́льшую часть Африки, за исключением Сахары и центральноафриканских тропических лесов. Геродот писал, что в 480 году до н. э. львы были распространены в Греции и нападали на верблюдов персидского царя Ксеркса I во время его путешествия по стране. Аристотель же в 300 году до н. э. признал их редкими животными. К 100 году львы были полностью истреблены в Греции. Азиатский лев до X века водился на Кавказе.
В Палестине львы были истреблены в Средние века, в большинстве азиатских стран — в XVIII веке, с появлением огнестрельного оружия. С конца XIX и до начала XX века они вымерли в Северной Африке и Юго-Западной Азии. К концу XIX века лев исчез в Турции и в большинстве районов Северной Индии, хотя в ряде районов Ирана продолжал существовать до середины XX века. Азиатский подвид сейчас распространён только в Гирском лесу в Индии, на площади 1412 км2. Его численность постепенно увеличивается.

## Численность популяции и охрана
Львы относятся к уязвимым видам вследствие необратимого сокращения численности их популяции. За период с 1959 по 1979 годы численность львов в Африке сократилась на 30—50 %. Популяции особенно уязвимы за пределами охраняемых территорий. Причина снижения численности окончательно не изучена, однако наибольшие угрозы — потеря среды обитания и конфликты с человеком. Львы содержались в зверинцах ещё со времён Римской империи. Зоопарки всего мира сотрудничают в программе разведения вымирающего азиатского подвида. Образ льва нередко находит отражение в человеческой культуре. Изображения этих животных известны со времён палеолита, о чём свидетельствуют наскальные рисунки в пещерах Ласко и Шове. Львы были популярны в культуре в античные времена и в Средневековье, они нашли своё отображение в скульптуре, живописи, на национальных флагах, гербах, в мифах, литературе и фильмах.
Большинство львов в нынешнее время проживает в восточной и южной части Африки, и их численность быстро сокращается. По оценкам, за последние два десятилетия популяция уменьшилась на 30—50 %. В 2002—2004 годах численность львов оценивалась в 16,5—47 тысяч особей, в то время как в 1970 году их насчитывалось 100 000, и, возможно, 400 000 в 1954 году. Основные причины снижения популяции — изменение климата, болезни и вмешательство со стороны человека. Утрата мест обитания и конфликты с человеком считаются наиболее опасными угрозами для вида.

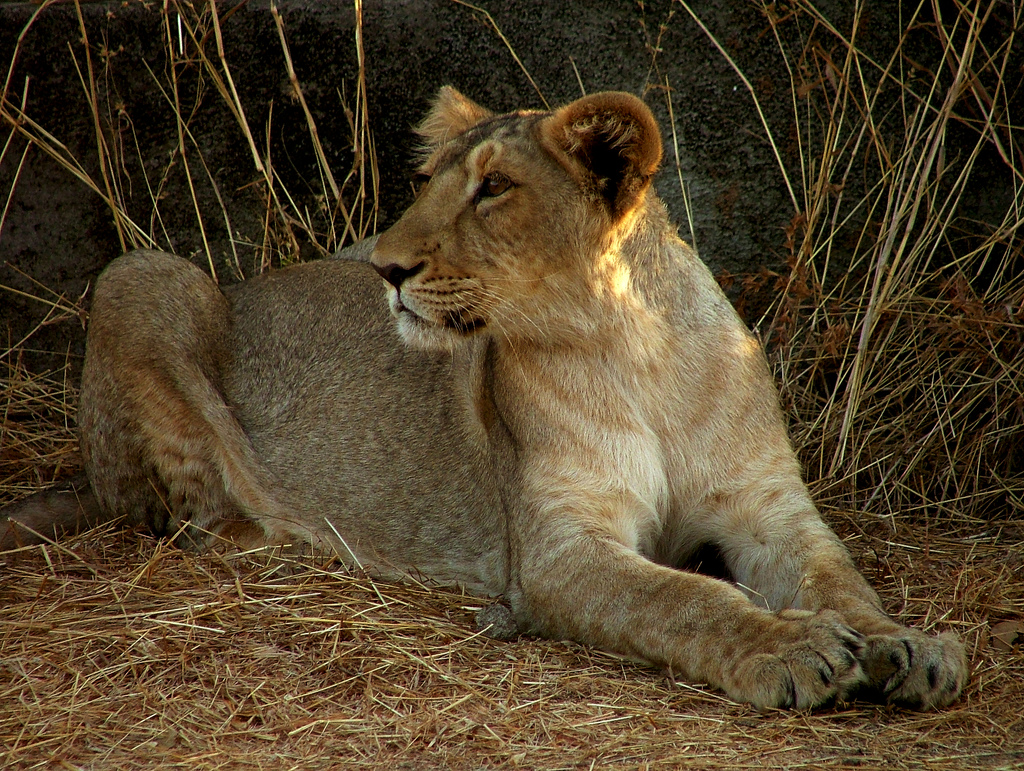
Азиатский лев, чей ареал ранее простирался от Средиземного моря до северо-запада Индии, сегодня сохранился только в Гирском лесу. В нём насчитывается около 320 азиатских львов

Остальные группы львов зачастую географически изолированы, что может привести к инбридингу и, следовательно, сокращению генетического разнообразия. В связи с этим Международный союз охраны природы признал льва уязвимым видом, а азиатский подвид — находящимся в опасном состоянии. Львы из Западной Африки изолированы от центральноафриканской популяции и практически не скрещиваются друг с другом. Согласно оценкам двух последних исследований, в Западной Африке насчитывается от 850 до 1650 взрослых особей (2002—2004 годы). Бо́льшая часть львов проживает в экосистеме Эрли-Сингу в Буркина-Фасо.
Сохранению африканских и азиатских львов способствует создание заповедников и национальных парков. Наиболее значимые — национальный парк Этоша в Намибии, национальный парк Серенгети в Танзании и национальный парк Крюгера в ЮАР. За пределами этих территорий люди убивают львов в связи с тем, что они нападают на домашний скот. В Индии единственное место обитания льва — Гирский лес площадью 1412 км², в котором обитает 359 особей (по состоянию на апрель 2006 года). Как и в Африке, многочисленные человеческие поселения рядом с заповедником приводят к уничтожению львов людьми. Проект защиты азиатского льва планирует создание второй популяции животных в заповеднике Куно в индийском штате Мадхья-Прадеш.
Бывшая популярность содержания берберийского льва в неволе привела к тому, что они перестали быть полностью чистокровным подвидом. В настоящее время 12 особей проживает в диком парке Порт-Лимпне в графстве Кент в Англии. Ещё 11 животных, являющихся потомками особей, принадлежавших императору Эфиопии Хайле Селассие I, находится в зоопарке Аддис-Абебы. WildLink International, в сотрудничестве с Оксфордским университетом, начал международный проект по выявлению и дальнейшему разведению берберийских львов в неволе, с последующей реинтродукцией в Атласские горы Марокко.
После того как стало известно о снижении популяции львов, было организовано несколько скоординированных попыток с целью остановить это падение. Львы включены в список видов, перечисленных в Плане по выживанию видов. Первоначально план начат для азиатского льва в 1982 году, однако был остановлен, когда выяснилось, что животные в североамериканских зоопарках генетически не чистокровны, а гибридизированы с африканскими львами. В 1993 году план начал осуществляться и по отношению к африканским львам, при этом особое внимание обращалось на южноафриканские подвиды, хотя существуют некоторые трудности в классификации львов в неволе.

### Людоеды

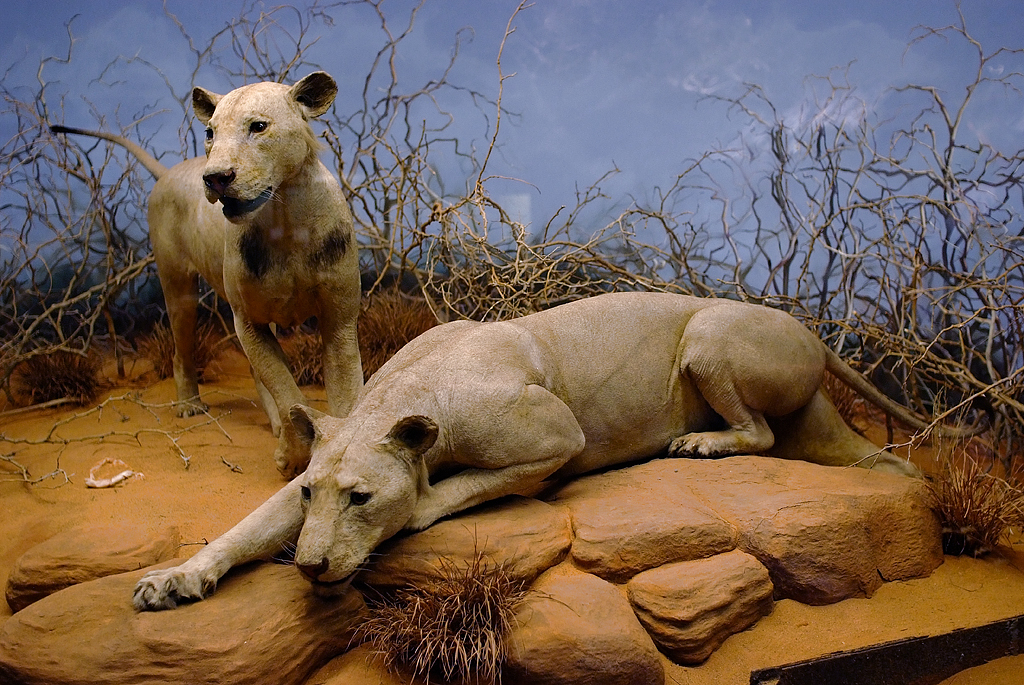
Чучела львов-людоедов, в Музее естественной истории имени Филда, Чикаго, штат Иллинойс

Хотя львы обычно не охотятся на людей, иногда случаются человеческие жертвы. В основном на людей охотятся самцы. Широкую известность получили случаи людоедства в районе реки Цаво в Кении, где в 1898 году в течение девяти месяцев львы убили 28 человек, строивших мост через реку, и происшествия в долине реки Луангва возле поселения Мфуве в Замбии, где в 1991 году лев убил 6 человек. Инциденты в Мфуве и Цаво имеют сходство: в обоих случаях на людей нападали львы, которые были более крупными, нежели остальные их сородичи. У этих животных не было гривы и они болели кариесом. Анализ зубов и челюстей львов-людоедов позволяет предполагать, что вследствие кариеса животные истощались, что и приводило к людоедству. Раненые и больные львы более склонны к людоедству, чем здоровые особи. Учёные из США и Танзании сообщают, что случаи львиного людоедства в сельских районах Танзании значительно возросли с 1990 по 2005 год. В этот период по меньшей мере 563 жителя деревень были атакованы хищниками.
Нападения произошли возле охотничьего резервата Селус и в провинции Линди, на границе с Мозамбиком, где львы нападали на людей даже в центрах относительно крупных деревень.
Роберт Фрумп в книге «Людоеды Эдема» пишет, что мозамбикские беженцы, которые ночью пересекали национальный парк Крюгера в Южной Африке, подвергались нападениям львов. Тысячи людей были вынуждены скрываться в парке вследствие расового угнетения. После того как была утверждена граница национального парка, люди стали пересекать его в дневное время с минимальным ущербом.
По оценкам, около 70 жителей Танзании ежегодно погибают от нападения львов. Пакер документально подтвердил, что с 1990 по 2004 год нападениям хищников подверглись 815 людей, из них 563 погибло. Пакер и Иканда — одни из немногих людей, которые уделяют внимание этому вопросу, актуальность которого состоит не только в этических соображениях человеческой жизни, но и в долгосрочном сохранении численности львов.
В апреле 2004 года в южной части Танзании был убит лев-людоед. Считается, что он съел по меньшей мере 35 человек в дельте реки Руфиджи. Доктор Рольф Балдус, координатор по программе сохранения дикой природы, отметил, что лев был болен кариесом и испытывал много боли, особенно при жевании. Как и в других случаях, этот лев имел бо́льшие по сравнению с остальными особями размеры и был практически без гривы. «Вся Африка» даёт отчёт о менее известных инцидентах в Танганьике (ныне Танзания) 1930-х—1940-х годов. Джордж Рашби, профессиональный охотник, уничтожил прайд, который на протяжении трёх поколений убил от 1500 до 2000 человек в районе Нджомбе.

### Содержание в неволе

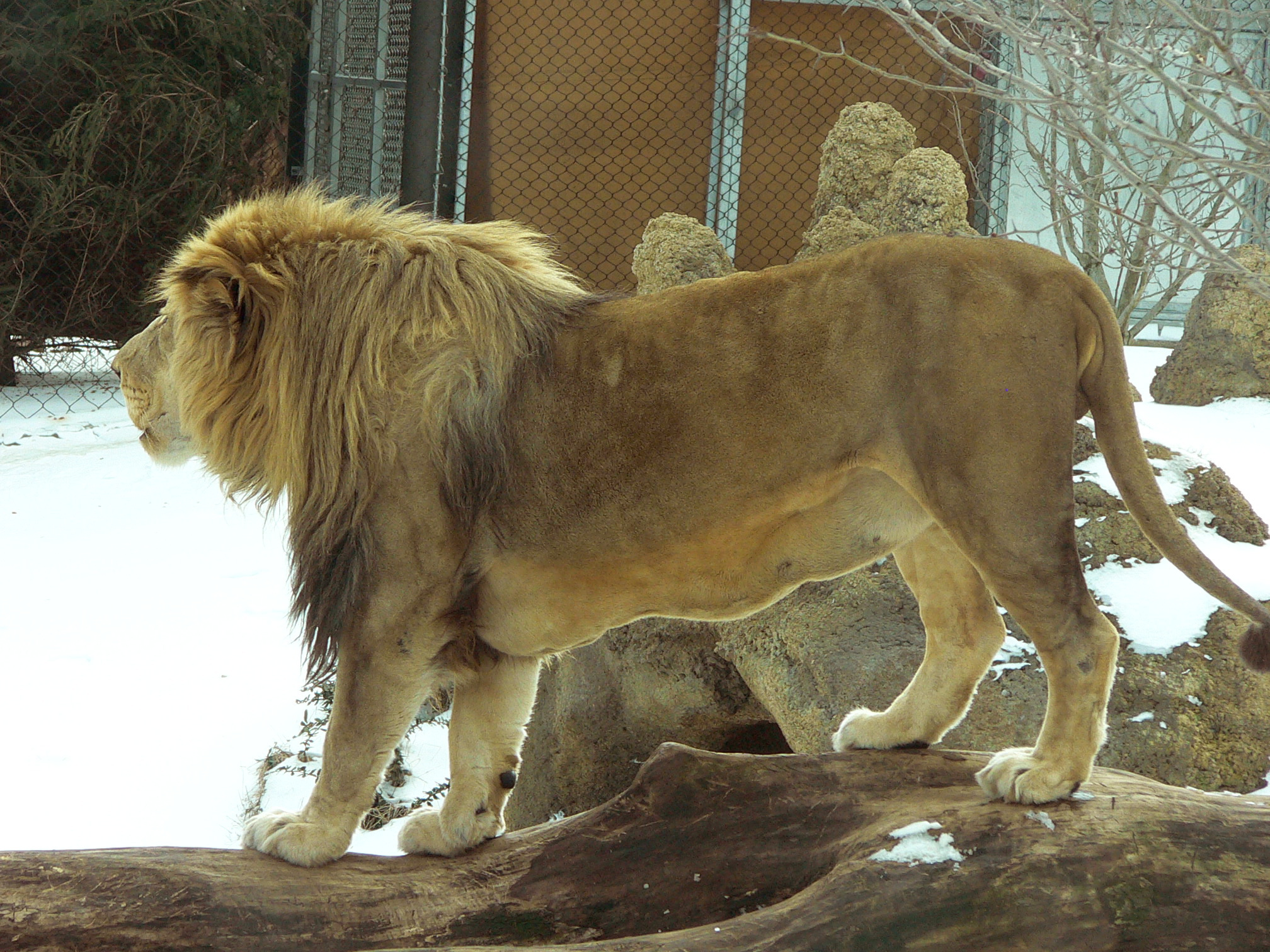
Трансваальский лев (Panthera leo krugeri) в зоопарке Филадельфии

Начиная с конца XVIII века, львы — одни из главных животных в зоопарках. Более 1000 африканских и 100 азиатских львов содержатся в зоопарках всего мира. Цели содержания различные — это и сохранение вида, и выставка экзотических животных. В неволе львы могут доживать до 20 лет. Аполлон, лев из зоопарка Гонолулу, умер в возрасте 22 лет в августе 2007 года. Его две сестры, родившиеся в 1986 году, были живы в 2007 году. Программы размножения львов в зоопарках осуществляются таким способом, чтобы избежать скрещивания двух разных подвидов.
Львов содержали и разводили в неволе ещё во времена ассирийских царей, начиная с 850 года до н. э. У Александра Македонского были ручные особи из Северной Индии. В эпоху Римской империи львы принимали участие в гладиаторских боях. Римская аристократия, в частности, Луций Корнелий Сулла, Гней Помпей Великий и Гай Юлий Цезарь, совершали массовые убийства сотен особей. На Востоке животные были приручены индийскими князьями. В Европе первые львы появились в XIII веке и принадлежали королевским семьям. Большое количество зоопарков со львами возникло к началу XVII века, сначала они появились в Италии и Франции, а затем и во всей Европе. В Англии львы содержались в лондонском Тауэре начиная с XIII века. Отчёты XVII века показывают, что условия содержания были плохими. Зверинец был открыт для публики в XVIII веке. Цена входа составляла 3,5 пенса, которые использовались для содержания львов. Впоследствии животные были переселены королём Вильгельмом IV в Лондонский зоопарк, который был открыт для посетителей 27 апреля 1822 года.
Крупные животные, такие как львы и слоны, в древние времена считались символом власти и богатства. Они участвовали в боях против друг друга или домашних животных. В более широком смысле зверинцы демонстрировали власть человека над природой. Бои постепенно начали исчезать в XVII веке. Традиция содержания больших кошек в качестве домашних животных сохранилась до XIX века.
Торговля дикими животными процветала наряду с остальной колониальной торговлей в XIX веке. Львы были обычными животными на рынках и продавались по относительно невысокой цене. Товар считался безграничным и поэтому безжалостно эксплуатировался; многие животные погибали во время перевозок. Охотников на львов представляли героическими образами бо́льшую часть XIX века. Они использовали популярное манихейское разделение животных на «добрых» и «злых» для добавления эффекта героизма в своей охоте. Это привело к тому, что большие кошки стали считаться людоедами, представляющими собой «как страх природы, так и удовлетворение от преодоления её».

## Образ льва в культуре

### Лев в символике

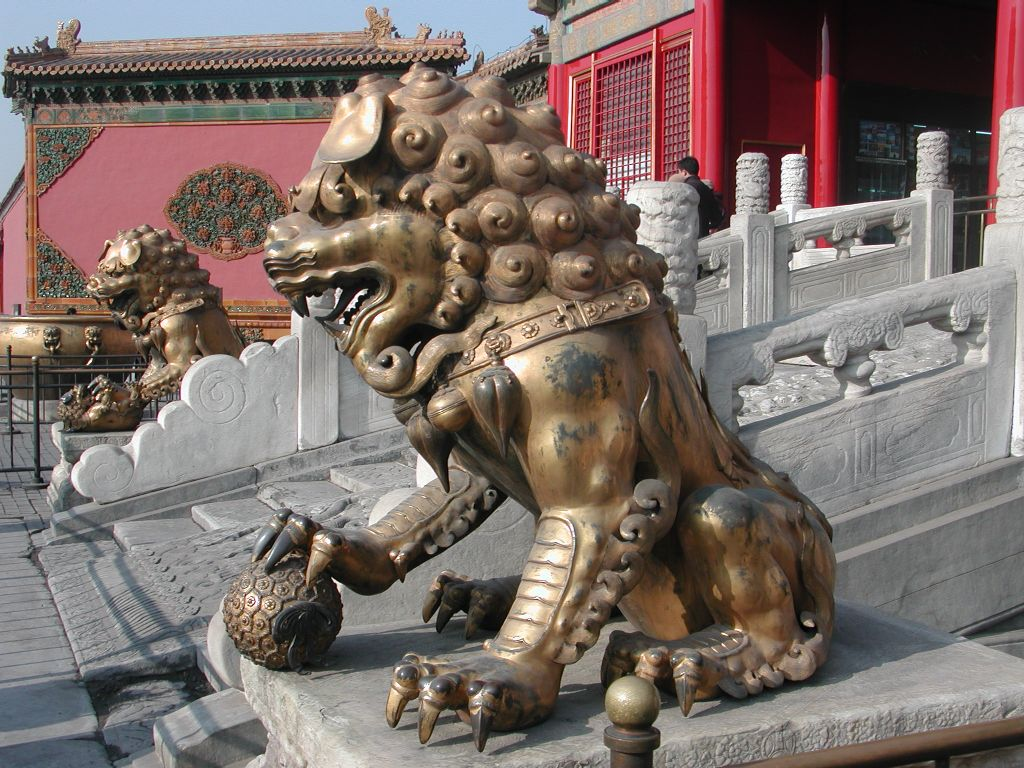
Императорские львы в Запретном городе

Льва также называют «Царём зверей». Лев в фольклоре, верованиях и мифологии различных народов Африки — символ высшей божественной силы, власти и величия, мощи. В европейской традиции он символ мощи, воплощающий силу солнца и огня. С образом льва также часто связывают храбрость, доблесть, гордость, благородство, справедливость, триумф. Особой семантикой характеризуется образ львицы — символ материнства, атрибут многих богинь-матерей, и воплощение сладострастия.
Лев — одни из старейших и самых популярных геральдических символов. В геральдике он символизирует королевское достоинство и благородство.
В странах Юго-Восточной Азии (Китае, Японии, Корее) с древних времён существует особый, сильно мифологизированный и стилизованный образ льва — так называемый китайский лев. Он мало похож на реального льва и напоминает скорее мифическое существо. В соответствии с верованиями Древнего Китая, лев — мифический защитник Закона, страж сакральных сооружений. Он символ могущества и успеха, царской власти и силы. Такие львы устанавливались в качестве «стражей» перед воротами императорских усыпальниц, правительственных резиденций, административных зданий и культовых сооружений императорского Китая (приблизительно со времён династии Хань) и Японии. В настоящее время — атрибут буддийских храмов в Восточной Азии (Китай, Корея, Япония) и Центральной Азии (Монголия и Россия) и синтоистских святилищ.
Эмблема Индии представляет собой изображение «Львиной капители» Ашоки в Сарнатхе.

### Лев в архитектуре
В архитектуре различных эпох и культурных традиций характерно использование львов в качестве одного из символов, часто соотносимых с одной из четырёх сторон света. Часто лев выступает в роли стража, например львиные статуи, «охраняющие» вход в древнеегипетские усыпальницы и дворцы, а также ассирийских и вавилонских храмов. Также лев находится на западных воротах столицы Хеттского царства, на вратах I тысячелетия до н. э. в Малатье, на Львиных вратах в Микенах. Львиные скульптуры и изображения часто использовались на тронах в Индии, а каменные изваяния львов находятся у входа в буддийские храмы в Китае.
Большим количеством статуй львов славится Санкт-Петербург. Широко известны также статуи льва в Воронцовском дворце в Алупке.
|                                                                                       | |                                              |                                                                             |
| Лев на декоративной панели из дворца Дария I. Персидская империя (550 — 330 до н. э.) | Скульптура Льва у гробницы армянского царя Коммагены, Антиоха I (I век до н. э.). Немрут-Даг, Турция | Мраморный лев на террасе Алупкинского дворца | Памятник последнему берберйскому льву в Атласских горах (г. Ифран, Марокко) |

#### Крылатые львы
Зачастую в архитектуре львы изображаются с крыльями. Такое архитектурное украшение встречается в виде барельефов на стенах зданий, а также в виде скульптур, располагающихся на крышах и венчающих колонны и пьедесталы. Как символ стража сокровищ, крылатый лев присутствует в качестве декоративного мотива элементом архитектурного оформления казнохранилищ банков и т. п.
В Санкт-Петербурге через канал Грибоедова перекинут Банковский мост, особую известность которому принесли угловые скульптуры крылатых львов (часто ошибочно именуемых грифонами) работы П. П. Соколова.
Крылатые львы работы Эусеби Арнау высятся на крыше здания таможни в Барселоне.

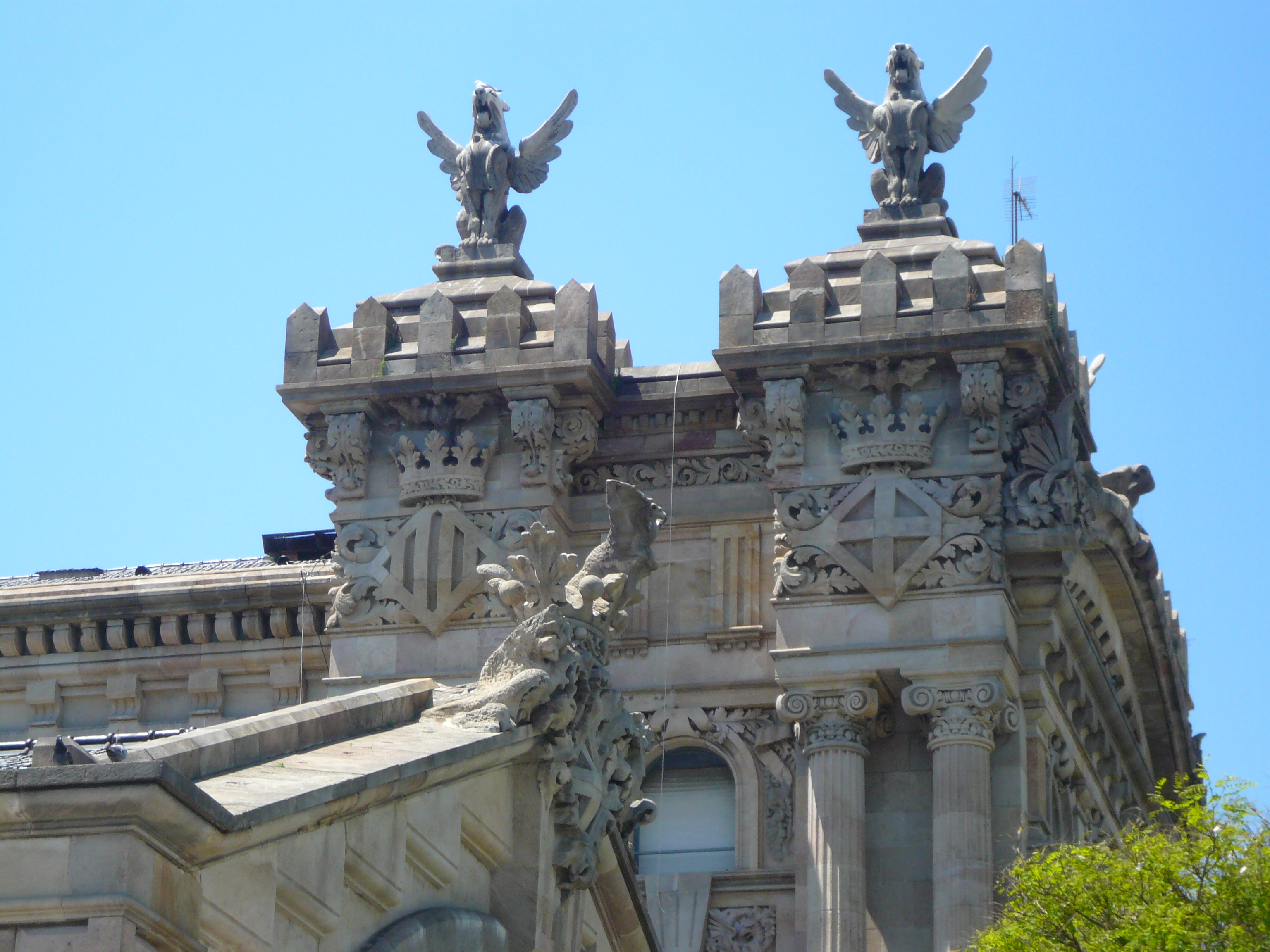
Крылатые львы на здании таможни в Барселоне
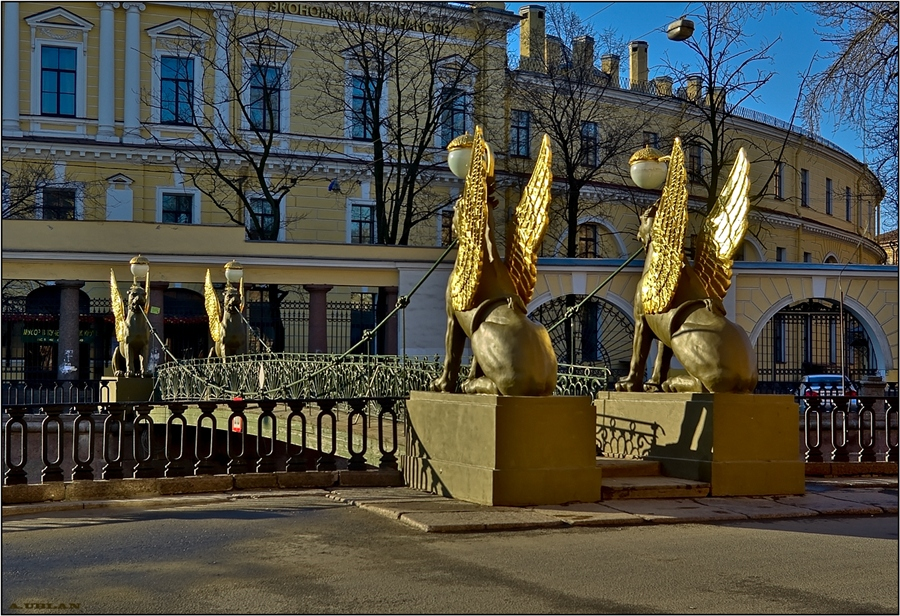
Крылатые львы на Банковском мосту в Санкт-Петербурге
Стилизованный грифон на Ледовом мосту в Санкт-Петербурге

### Лев в мифологии и религии

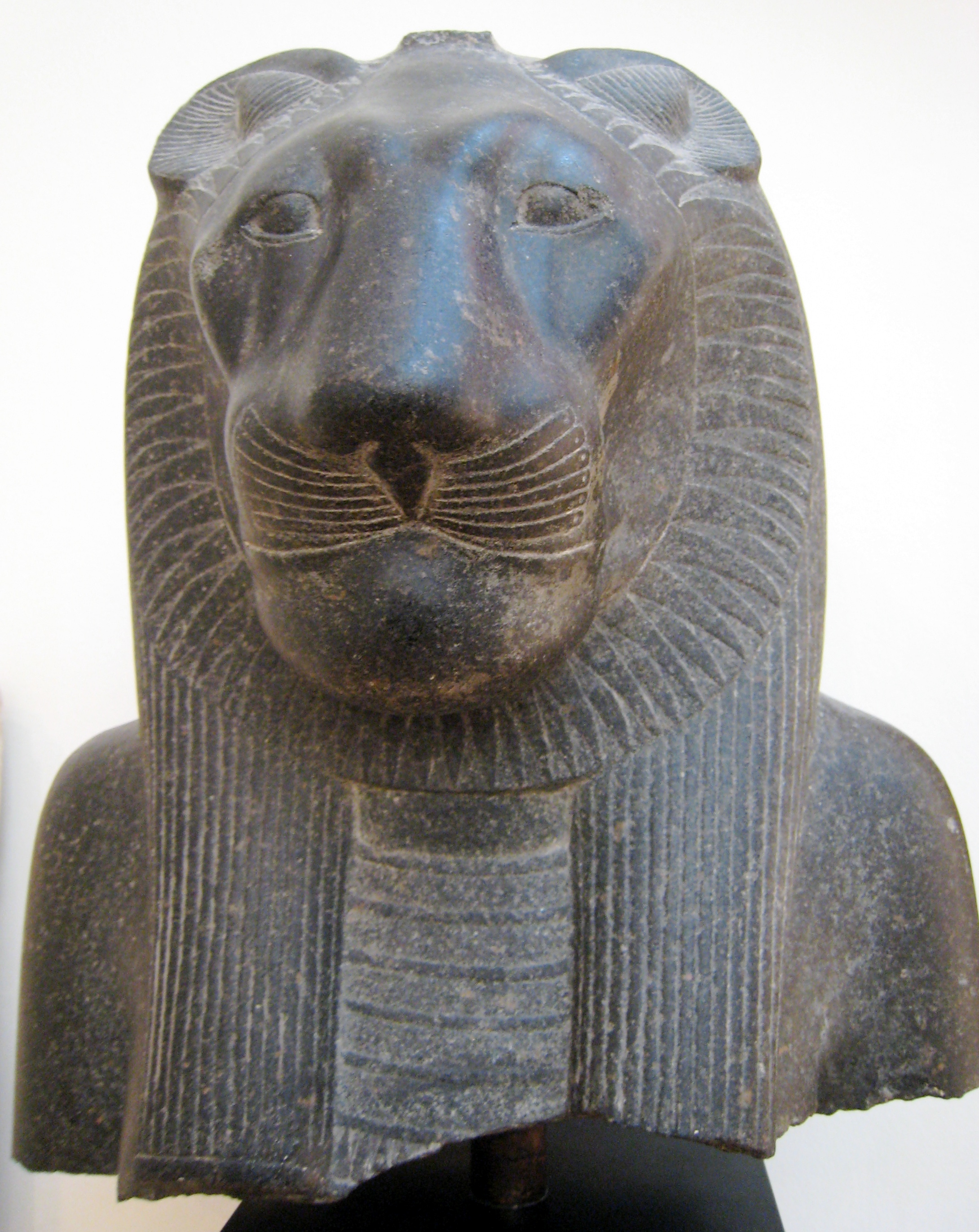
Голова богини Сехмет, изображавшейся в образе львицы. Луксор

Лев связан со многими женскими божествами: Артемидой, Кибелой, Гекатой, Аталантой и другими.
В египетской мифологии известно божество, тождественное Тефнут — богине влаги, воплощение которой — львица, жившая в нубийской пустыне, — символ божественной власти и царского достоинства. Богиня Баст первоначально изображалась в виде львицы (позднее её стали изображать в виде кошки или женщины с головой кошки). Свирепая богиня Сехмет также изображалась в виде женщины с головой львицы. В поздних египетских текстах со львом отождествляли также и Осириса.
В вавилонской мифологии львица — спутница и слуга богини войны Иштар (Астарты, Атаргатис). Согласно греческим мифам, лев был творением солнечного бога Аполлона, спутником богинь Кибелы, Артемиды и Афродиты. Немейский лев — чудовище, сын Тифона и Ехидны, умерщвлённый Гераклом. Индуисты считают льва стражем севера и уничтожителем демонов. В религиозных воззрениях тибетцев снежный лев — защитник буддийского учения и тибетского государства. Будду Шакьямуни часто изображают на троне, стоящем на львах. Львица —атрибут бодхисаттвы Тары.
На юго-востоке Передней Азии характерен символ крылатого льва (распространился из Месопотамии в сопредельные области — в Иран, Сирию и Малую Азию). Борьба со львом Гильгамеша отражена на месопотамских печатях, а также в подвиге Геракла, победившего немейского льва. Также порой лев может выступать воплощением злого и жестокого духа, демонических сил хаоса (вавилонские и шумерские демоны Угаллу и Уридимму). Позднее льва также начинают олицетворять с созерцанием, одиночеством, отшельничеством.
В раннехристианском искусстве лев поочерёдно символизировал апостола и евангелиста Марка, святого Иеронима и даже самого Христа — как «льва от колена Иудина». Лев — один из ликов тетраморфа, библейского видения пророку Иезекиилю в Ветхом Завете и апостолу Иоанну Богослову в Новом Завете, символизирующего евангелие, в частности, лев символизирует евангелие от Марка. В Библии лев также служил сравнительным образом Сатаны: «Противник ваш диавол ходит, как рыкающий лев…». В Ветхом завете со львом сравнивается Иуда, а сам лев характеризуется как «силач между зверями» (Прит. 30:30).

В буддизме лев — воплощение храбрости, благородства и постоянства, приносит удачу и счастье. Со львом связаны Авалокитешвара, Майтрея (почитался его трон — «львиное сиденье»), Вайрочана, Манджушри. Будда многократно воплощался в образе льва.

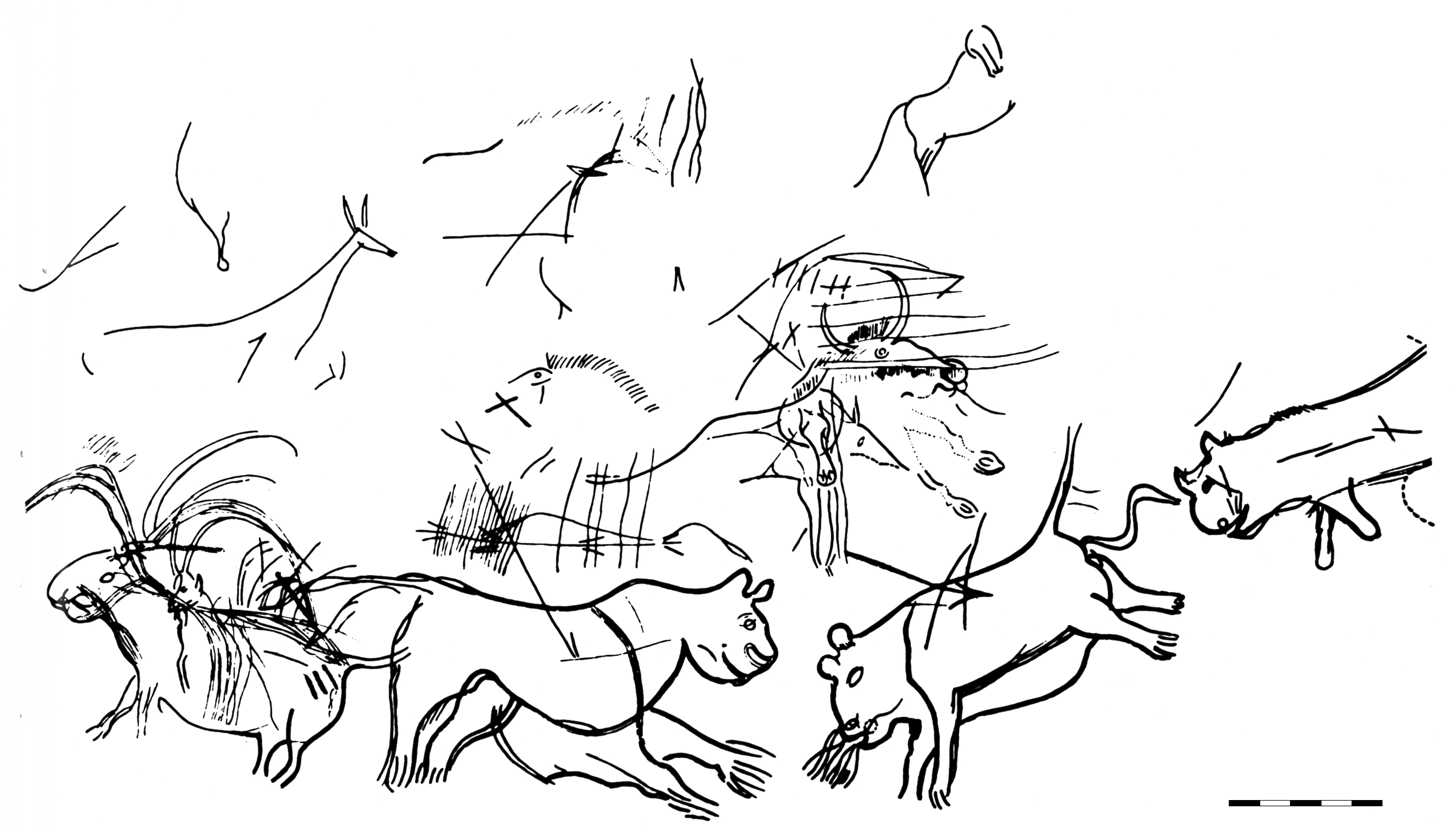
Пещерный лев. Наскальный рисунок из пещеры Ласко

#### Мифические существа с частями тела львов

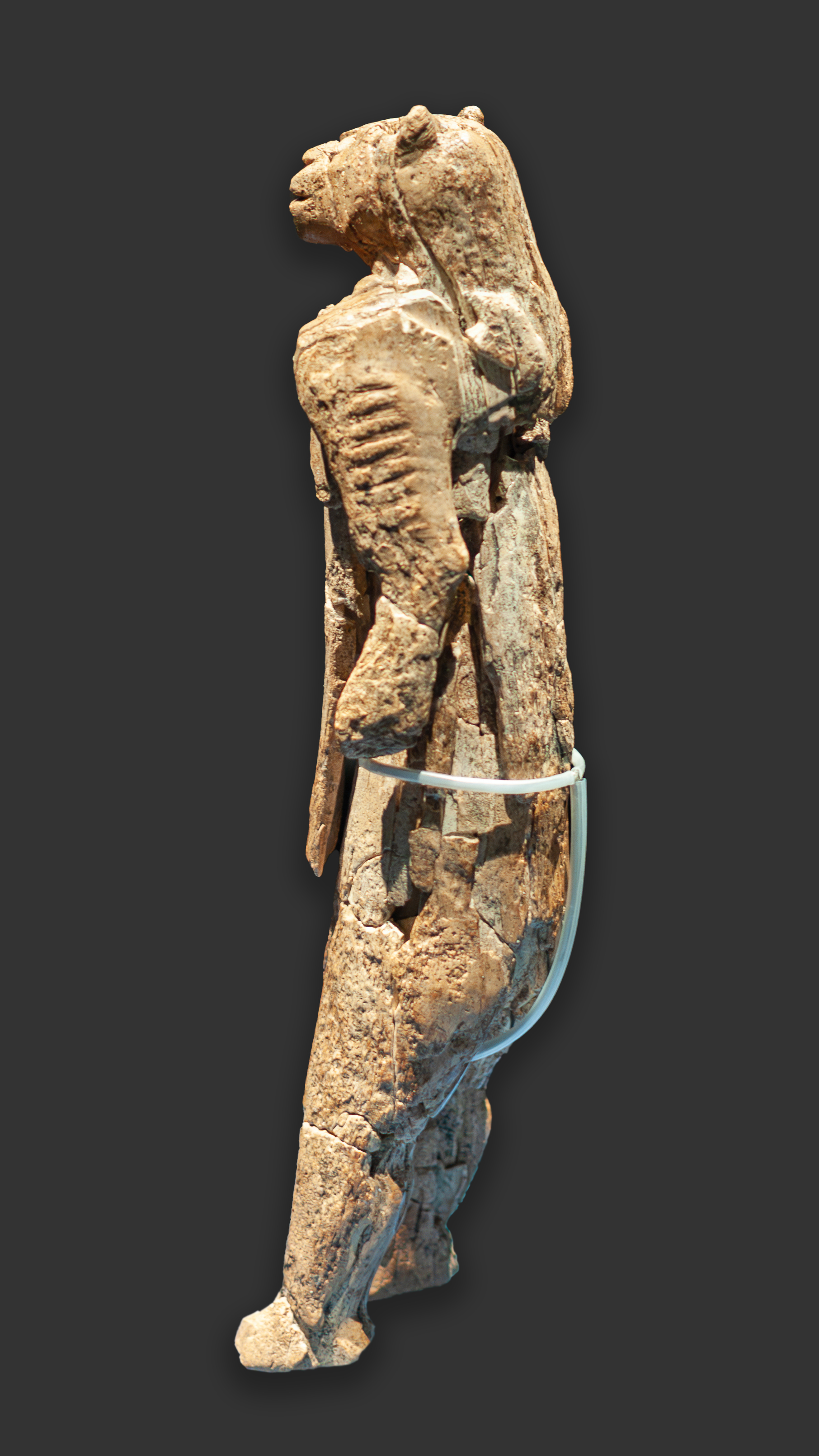
Человеколев, возраст 32 или 40 тыс. лет до н. э.

Мифологические существа с телом человека и головой льва характерны для многих народов к югу от Египта (бог Апедемак в мифологии Куша (Древняя Нубия), крылатые львы-грифоны на вавилонских стелах, иногда с головой орла). Для значительной области восточного Средиземноморья также характерен образ существа с головой и/или верхней частью туловища женщины и телом льва-сфинкса.
- Грифон — наполовину орёл, наполовину лев. Популярный образ, часто встречающийся в литературе, геральдике, скульптуре и компьютерных играх[175][176].
- Химера — в греческой мифологии чудовище с головой и шеей льва, туловищем козы, хвостом дракона[176][177].
- Мантикора — вымышленное чудовище размером с лошадь с головой человека, телом льва и хвостом скорпиона[178].
- Сфинкс — в древнеегипетской мифологии — лев с головой человека, чаще всего фараона, в древнегреческой — мифическое чудовище с головой и грудью женщины, лапами и телом льва и крыльями орла. В Гизе можно увидеть одну из самых больших монолитных статуй в мире — изваяние сфинкса[179][180]. Часто в архитектурных комплексах и общей символике печатей сфинксы и лев объединялись как элементы единой композиции[181][182].

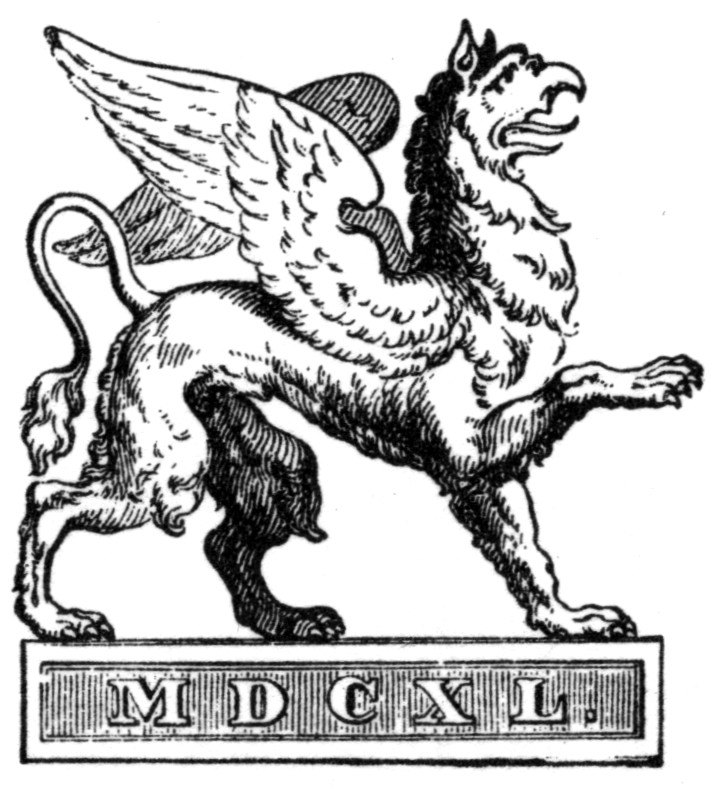
Грифон
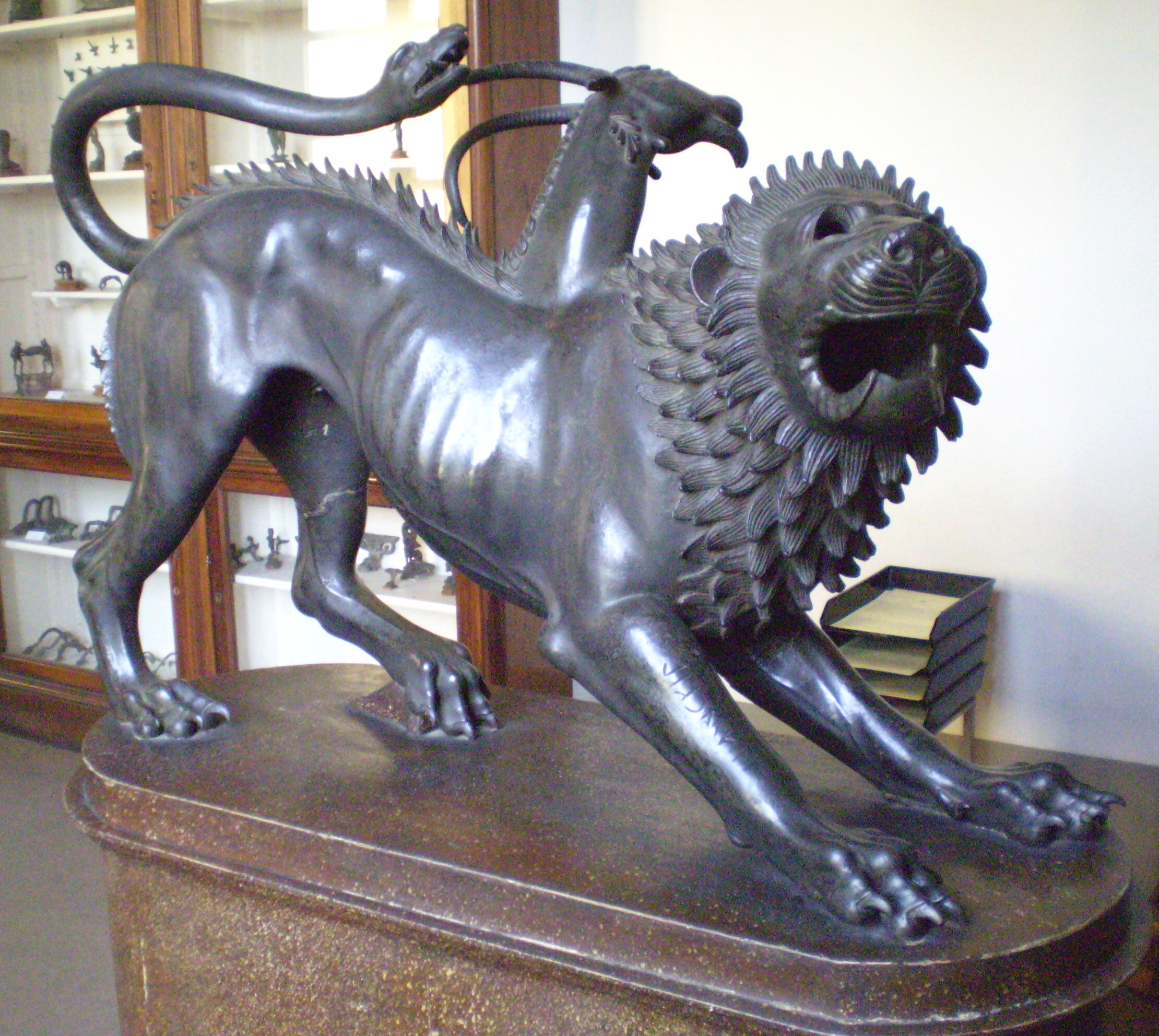
Химера
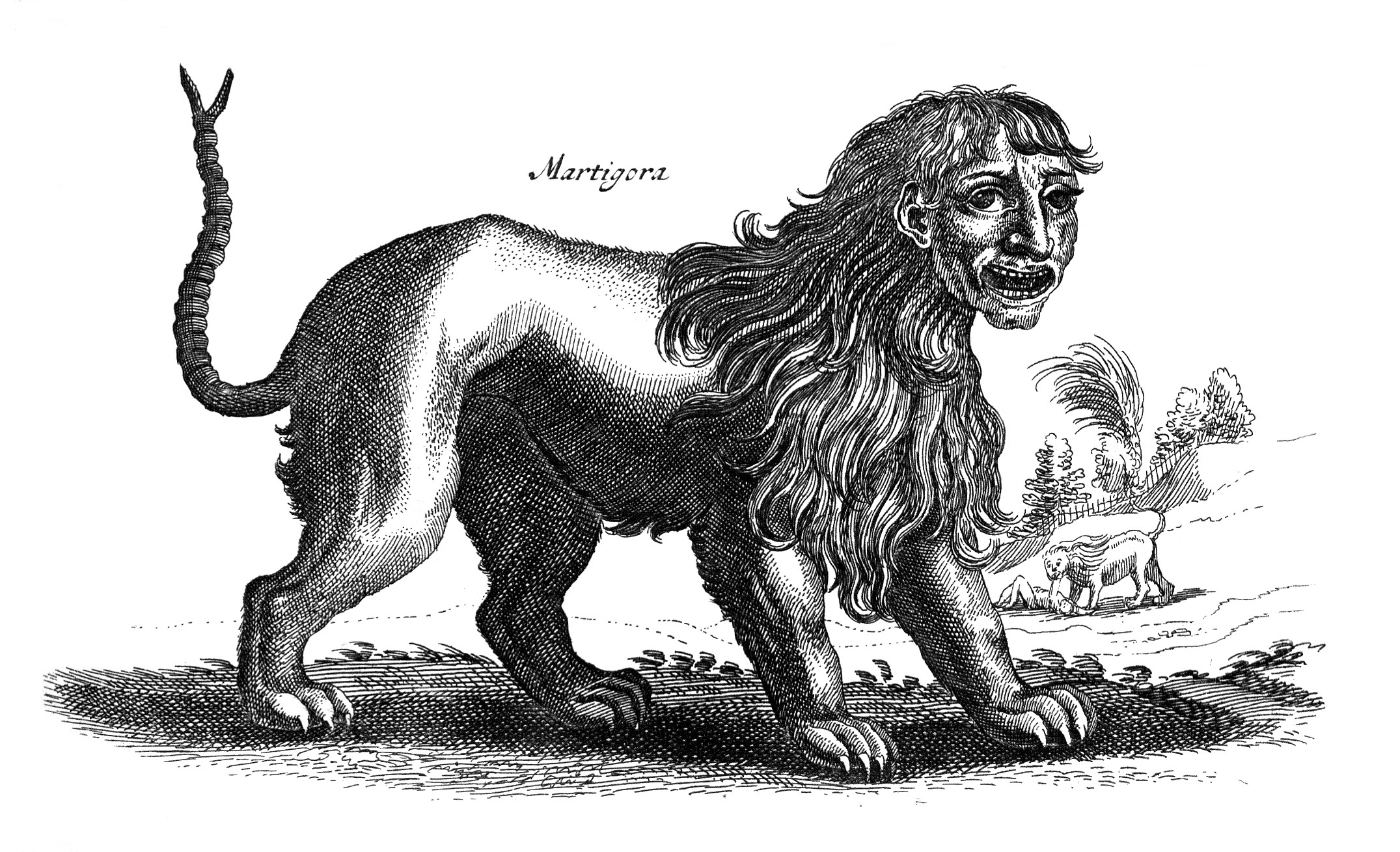
Мантикора
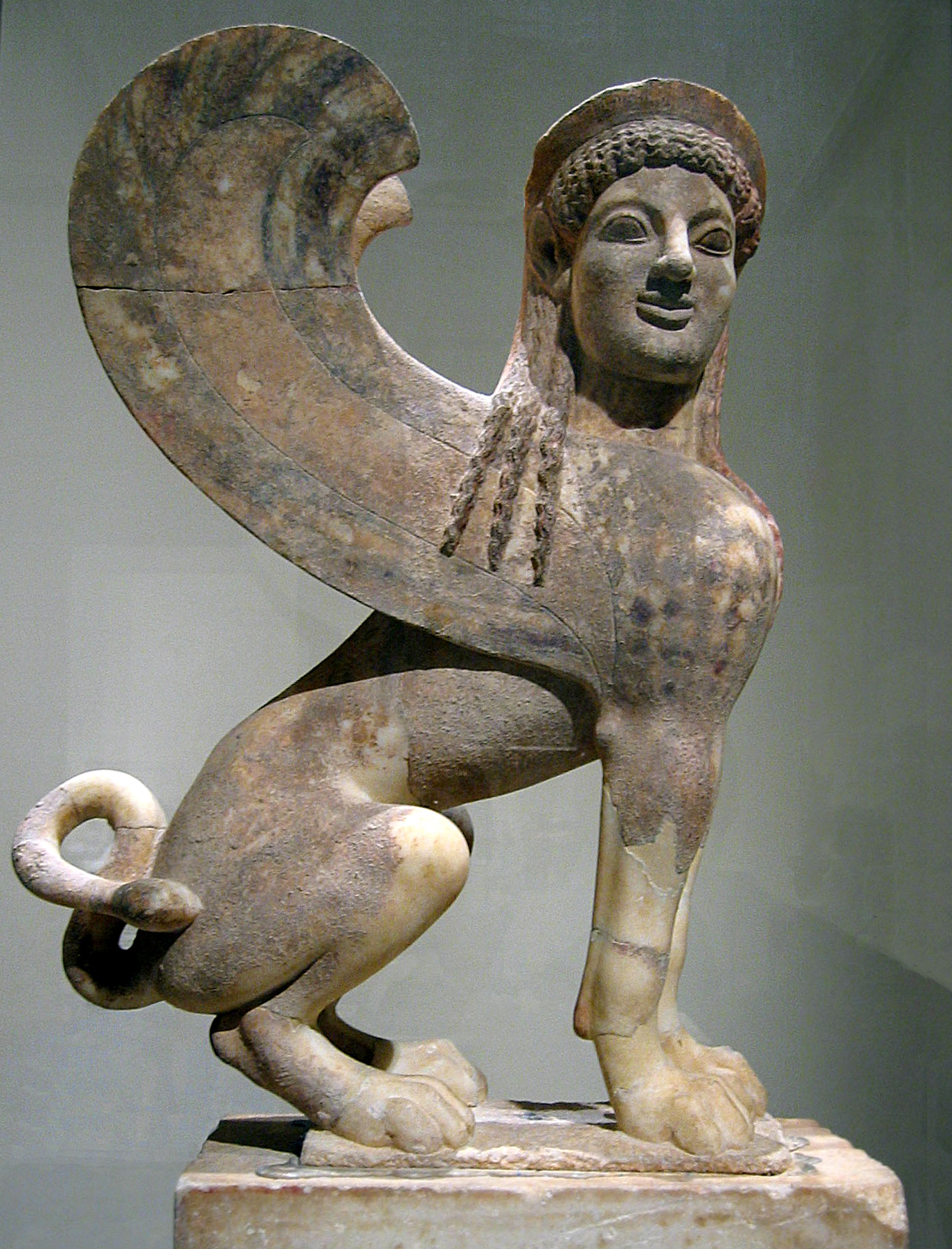
Греческий сфинкс

### Лев в изобразительном искусстве

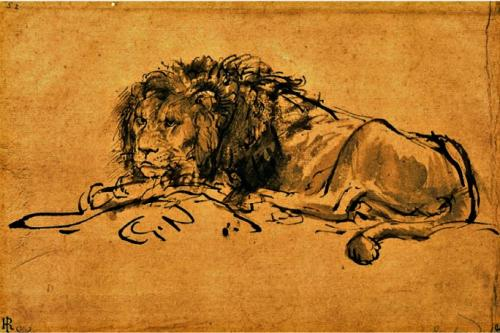
Рисунок Рембрандта

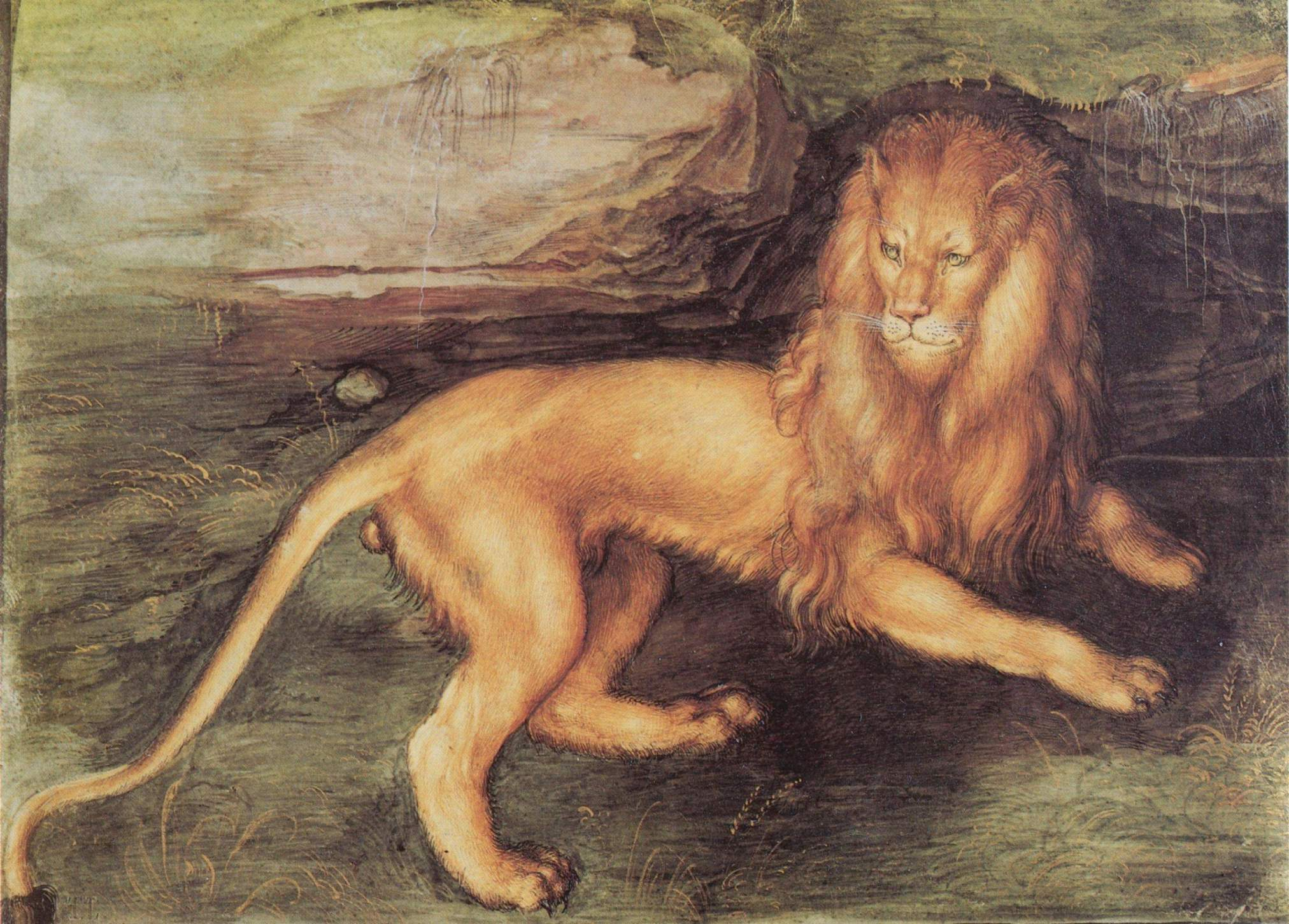
Рисунок Дюрера

Первые известные изображения львов относятся к числу пещерной и наскальной живописи. Кроманьонцы позднего палеолита в Западной Европы выбивали контуры пещерных львов на стенах пещер и скалах, а также вырезали из кости, камня и вылепляли из глины их фигурки.

### Лев в иконописи

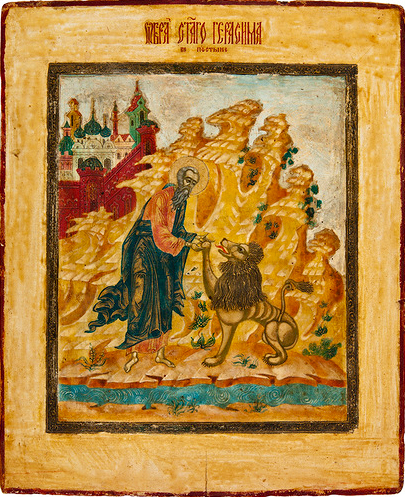
Преподобный Герасим Иорданский

Как одно из четырёх существ в пророчестве Иезекииля (Иез.1), лев традиционно понимается как символ одного из евангелистов (см. статью Символы евангелистов). По принятой в настоящее время в Русской православной церкви традиции, лев — образ Марка, но у старообрядцев используется более древняя на русской почве идентификация символов с евангелистами, в ней льву соответствует Иоанн. Со львом сравнивается и Христос в таких иконографических типах, как Спас Недреманное око (см. статью Символические изображения Христа). Лев как животное присутствует на иконах «Даниил во рву львином» и пр.
Христианский святой V века, преподобный Герасим Иорданский, согласно преданию, однажды встретил в пустыне раненого льва и вылечил его. В благодарность лев стал служить старцу как домашнее животное до самой его кончины, после которой и сам умер на могиле и был зарыт близ гроба святого.

### Лев в литературе и кинематографе
Образ льва возникает и в кинематографе.
Рычащий лев — логотип американской медиакомпании, специализирующейся на производстве и прокате кинопродукции «Metro Goldwyn Mayer», и присутствует на её официальной заставке. Идея эмблемы с изображением льва принадлежит художнику Ховарду Дитцу, в качестве образа был использован талисман спортивной команды Колумбийского университета. За всю историю существования компании для её логотипа были сняты пять различных львов.
Также образ льва увековечен в главных наградах Венецианского кинофестиваля — Золотом и Серебряном львах.
Львы — популярные персонажи детской анимации. Один из таких наиболее известных мультипликационных фильмов — выпущенный студией Диснея «Король Лев» и последовавшие за ним через несколько лет вторая и третья части мультфильма.
Антропоморфный лев — главный герой японо-испанского мультсериала «Вокруг света с Вилли Фогом», снятом по мотивам романа Жюля Верна «Вокруг света за 80 дней» в 1983 году. Также антропоморфный лев предстаёт в образе Принца Джона в анимационном фильме 1973 года студии Диснея — «Робин Гуд».
О цирковом льве по имени Бонифаций и его «отпуске» в Африку повествует советский мультипликационный фильм «Каникулы Бонифация» (1965 год, режиссёр Фёдор Хитрук), в основу которого была положена сказка чешского писателя Милоша Мацоурека. Лев по имени Алекс также — один из главных героев культовой мультипликационной франшизы «Мадагаскар» студии «DreamWorks Pictures» — фильмов «Мадагаскар», «Мадагаскар 2» и «Мадагаскар 3». Лев и его сын львёнок — главные герои мультфильма «Большое путешествие». Также львёнок — герой мультфильма «Как Львёнок и Черепаха пели песню».
В историко-приключенческом фильме 1996 года «Призрак и Тьма» (англ. The Ghost and the Darkness), снятом режиссёром Стивеном Хопкинсом, рассказывается подлинная история о львах-людоедах, в 1898 году парализовавших строительство железной дороги в районе реки Цаво. При создании фильма использовались сведения, изложенные в книге реального участника этих событий полковника Джона Генри Паттерсона. Джой Адамсон — натуралист, писательница, защитница дикой природы — известна своими книгами о львах: «Рождённая свободной», «Живущая свободной», «Свободная навсегда». Эти книги были экранизированы в 1966—1972 гг. В фильме «Добыча» режиссёра Даррелла Рудта рассказывается история о том, как американская семейная пара из-за поломки автомобиля оказывается в одиночестве посреди африканской саванны и вынуждена бороться за свою жизнь с прайдом львов, начавших на них охоту.
В фильме «Полосатый рейс», снятом на киностудии «Ленфильм» (лидер советского проката в 1961 году), наряду с группой тигров, вырвавшихся из клеток на перевозившем их корабле, фигурирует также и лев (в начале фильма упоминается, что львов два). В совместном советско-итальянском кинофильме «Невероятные приключения итальянцев в России», снятом в 1974 году режиссёрами Эльдаром Рязановым и Франко Проспери, был лев Кинг, своеобразный «хранитель» сокровищ.
Не прошли мимо образов львов и писатели. Вымышленный лев по имени Аслан — центральный герой серии книг К. С. Льюиса «Хроники Нарнии», а также одноимённых кинофильмов, снятых по их мотивам. Он — Великий Лев, создатель мира Нарнии, являющийся людям во времена бедствий.
Также лев — символ Конана, короля Аквилонии. В прошлом, когда Конан был пиратом, его также называли Амрой, что, согласно Р. И. Говарду, в переводе означает «лев».
Смелый Лев — один из главных героев сказочного цикла о Волшебной стране и Изумрудном городе (автор Александр Волков, основоположник Лаймен Фрэнк Баум).

### В современной культуре

Официальный логотип Льва и Солнца

Львы — популярные маскоты и талисманы в спорте. Так, лев был маскотом Чемпионата мира по футболу 1966 года и Чемпионата мира по футболу 2006 года.
Львы — популярные эмблемы также для предприятий и других юридических лиц. Изменённый геральдический лев — эмблема французской автомобильной компании Peugeot и австралийской Holden.
Лев и Солнце — одна из официальных эмблем Ирана, и с 1846 по 1979 год она присутствовала на национальном флаге страны.
Лев с саблей в поднятой передней лапе («сингальский лев») изображён на флаге и гербе Шри-Ланки.Smith, Will. Will. — Penguin Press, 2021. — P. 311–316.
Лев изображается на логотипе продукции немецкой автокомпании «MAN».